# ロバート・ガスコイン＝セシル (第3代ソールズベリー侯)
第3代ソールズベリー侯爵ロバート・アーサー・タルボット・ガスコイン＝セシル（英: Robert Arthur Talbot Gascoyne-Cecil, 3rd Marquess of Salisbury, KG, GCVO, PC、1830年2月3日 - 1903年8月22日）は、イギリスの政治家、貴族。
ソールズベリー侯爵ガスコイン＝セシル家の生まれ。1853年に庶民院議員として政界入りし、1868年に爵位継承で貴族院議員に転じる。保守党政権下で閣僚職を歴任し、ベンジャミン・ディズレーリ亡き後には保守党の党首となり、ヴィクトリア朝後期からエドワード朝初期にかけて3度にわたって首相を務めた（第1次：1885年 - 1886年、第2次：1886年 - 1892年、第3次：1895年 - 1902年）。民主主義を嫌う貴族主義的な人物ながら漸進的な内政改革を行い、外交面では帝国主義政策を遂行して大英帝国の更なる拡張を果たした。彼の政策は多くがジョゼフ・チェンバレンとの連携の影響を受けていた。1902年に退任し、甥にあたるアーサー・バルフォアが首相・保守党党首の地位を継承した。
1865年まではソールズベリー侯爵家のヤンガーサンとして卿（Lord）の儀礼称号で呼ばれ、侯爵家の嫡男となった1865年から爵位を継承する1868年まではクランボーン子爵（Viscount Cranborne）の儀礼称号で呼ばれた。本項でもそれに従うものとする。

## 概要
ハットフィールドを領する名門貴族ソールズベリー侯爵家の三男として誕生した（→出生）。イートン校、オックスフォード大学で学んだ後、1853年に保守党候補としてスタンフォード選挙区から出馬して庶民院議員に初当選した（→庶民院議員に当選）。1865年に兄の死でソールズベリー侯爵家の後継ぎの儀礼称号クランボーン子爵を継承した。
1866年に成立した保守党党首ダービー伯爵の第三次内閣にインド担当大臣として入閣したが、首相ダービー伯爵や保守党庶民院院内総務ベンジャミン・ディズレーリが推し進めようとした第二次選挙法改正に反対して、すぐに辞任した（→第三次ダービー伯爵内閣インド担当相）。1868年にダービー伯爵が病気で引退し、ディズレーリが首相・保守党党首職を継ぐが、彼は1874年まで保守党内で反ディズレーリ派の立場を取り続けた（→反ディズレーリ派として）。
1868年に父の死でソールズベリー侯爵位を継承し、庶民院から貴族院へ移った。
1874年に成立した第二次ディズレーリ内閣にインド担当相として入閣することでディズレーリと和解。ランカシャー綿産業の利害を代表してインドの関税を廃止させ、またロシア帝国の南下政策をにらんでアフガニスタンに強硬姿勢をとるようインド総督に訓令した。ベンガル大飢饉に際してはベンガルからの穀物輸出制限の要請を拒否して批判を集めた（→インド担当大臣として）。バルカン半島をめぐって露土戦争が勃発した後、外相ダービー伯爵(元首相の息子)が対露開戦に反対して辞職するとその後任として外相に就任。各国との調整の実務にあたり、首相ディズレーリとともに参加したベルリン会議の成功に貢献した（→外務大臣として）。
ディズレーリ内閣は1880年の総選挙でウィリアム・グラッドストン率いる自由党に敗れて退陣し、ディズレーリはその翌年の1881年に死去した。以降保守党は1885年の政権奪還まで、貴族院保守党をソールズベリー侯爵、庶民院保守党をサー・スタッフォード・ノースコート准男爵が指導するという二党首体制をとったが、ノースコートの庶民院における権威が失墜したため、やがてソールズベリー侯爵が党全体の党首たる地位を固めていった（→貴族院保守党の指導者として）。
1885年にアイルランド国民党党首チャールズ・スチュワート・パーネルと連携して第二次グラッドストン内閣を倒閣することに成功し、代わって保守党政権第一次ソールズベリー侯爵内閣を発足させた。パーネルに配慮してアイルランド小作人に自作農への道を開くアシュバーン法を制定したが、総選挙の敗北を経て、アイルランド国民党がグラッドストンとの連携に動いた結果、1886年1月には退陣に追い込まれた（→第一次ソールズベリー侯爵内閣）。
政権についたグラッドストンがアイルランド自治法案を議会に提出すると、アイルランド自治に反対して自由党を離党したジョゼフ・チェンバレンら自由統一党と連携してこれを否決に追い込み、その後行われた解散総選挙にも勝利し、1886年8月に第二次ソールズベリー侯爵内閣を発足させた（→第二次ソールズベリー侯爵内閣）。自由統一党の閣外協力を受けた内閣であり、チェンバレンの強い影響を受けて、地方自治法、労働者配分地法、小農地保有法などを制定する内政改革を行った（→地方自治法、土地制度改革）。外交ではドイツ帝国の勃興によるイギリスの相対的地位の低下を受けてドイツ帝国宰相オットー・フォン・ビスマルク侯爵との連携を重視する外交を行った。イタリア王国やオーストリア帝国と地中海協定を締結してビスマルク体制の中に入っていった（→ビスマルクとの連携と地中海協定）。また列強諸国によるアフリカ分割が激しくなる中、海軍力増強と南アフリカ会社をはじめとする勅許会社の創設に力を注いだ（→アフリカ分割）。
1892年の解散総選挙に保守党が敗れた結果、第四次グラッドストン内閣に跡を譲ったが、海軍増強問題をめぐってグラッドストンは退陣し、その跡を受けて首相となったローズベリー伯爵もすぐに政権運営に行き詰ったため、1895年には保守党が政権奪回して第三次ソールズベリー侯爵内閣を発足させることに成功した。ただちに解散総選挙を行って勝利し、保守党と自由統一党を合同させて統一党政権を誕生させた（→政権奪還、第三次ソールズベリー侯爵内閣）。
「社会帝国主義者」チェンバレンを植民地大臣に任じ、積極的な帝国主義政策を推進した。1898年にはマフディーの反乱以来、イギリス支配から離れていたスーダンに侵攻して同地をイギリス支配下に戻した。この際にフランスとの間にファショダ事件が発生するもフランスを恫喝して引き下がらせた（→スーダン奪還とファショダ事件）。1899年にはトランスヴァール共和国再併合を狙って第二次ボーア戦争を開始。ボーア軍のゲリラ戦に苦戦させられるも1902年に勝利をおさめた（→第二次ボーア戦争）。
アメリカ大陸においては急速に大国化・対外進出を進める新興国アメリカ合衆国との摩擦が増えたが、様々な問題で譲歩を行うことで対米開戦を回避した（→アメリカとの対立と妥協）。
極東では日清戦争後の列強諸国による中国分割でイギリスの清半植民地体制（非公式帝国）が崩壊していくことへの対応に追われた。とりわけロシアが満洲・北中国一帯を支配下においたことを警戒し、重要港の租借地取得や門戸開放論で抑止を図った（→中国分割）。義和団の乱に乗じてロシアが満洲を軍事占領すると、新興国日本に注目し、1902年に日英同盟を締結してロシア帝国主義への対抗を図った（→義和団の乱とロシアの満洲占領、日英同盟）。
同年7月、病により退任。後任の首相・保守党党首には甥にあたるアーサー・バルフォアを就任させた。翌1903年に死去した（→引退と死去）。
その人物像は典型的な貴族主義的保守主義者だった。選挙権の拡大や民主主義に強く反対した。しかしノブレス・オブリージュはしっかり持っていたので漸進的政治改革を妨げることはなかった（→人物）。アーサー・コナン・ドイルの推理小説シャーロック・ホームズシリーズの『第二の汚点』に登場する「英国首相ベリンジャー卿」や『海軍条約文書事件』に登場する「外務大臣ホールドハースト卿」はソールズベリー侯爵の変名だと言われている（→シャーロック・ホームズとソールズベリー侯爵）。

## 生涯

### 出生

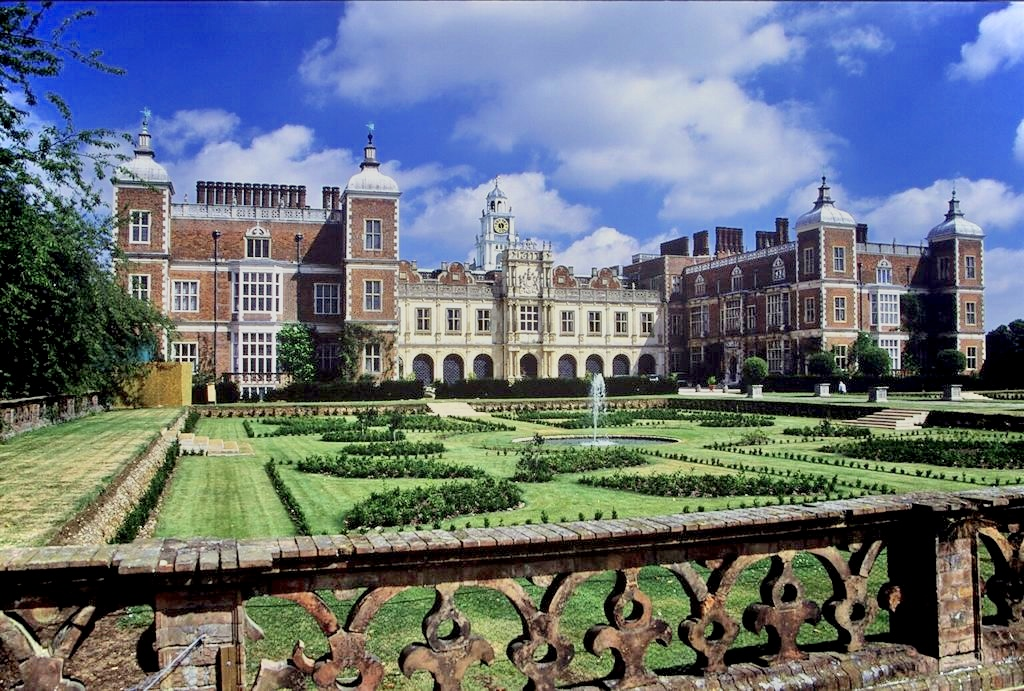
ソールズベリー侯爵家の邸宅ハットフィールド・ハウス。現在もソールズベリー侯爵家の所有である。

1830年にイングランド・ハートフォードシャー・ハットフィールドにあるソールズベリー侯爵家の邸宅ハットフィールド・ハウスで生まれる。
父は王璽尚書・枢密院議長を歴任した貴族院議員第2代ソールズベリー侯爵ジェイムズ・ガスコイン＝セシル、母は庶民院議員バンバー・ガスコインの娘フランセス・ガスコイン。
ロバート・セシル卿は夫妻の三男であり、長兄にクランボーン子爵ジェイムズ・ウィリアム・エヴェリン（1821年-1865年）、すでに亡き次兄にアーサー卿（1823年-1825年）がいた。また次姉にマリー（1825年-1872年）がいる。この次姉は後に大富豪ジェイムズ・メイトランド・バルフォアに嫁ぎ、その間に後の首相アーサー・バルフォアを儲けることになる。
ハットフィールド・ハウスは16世紀のイングランド女王エリザベス1世が即位前に住んでいた邸宅であり、次代の国王ジェームズ1世が1607年に宰相ロバート・セシルにソールズベリー伯爵位とともに与えた邸宅だった。以降ソールズベリー伯爵（祖父ジェイムズの代にソールズベリー侯爵位を与えられる）家は代々ハットフィールドの領主として君臨してきた。

### イートン校でいじめに遭う
ハットフィールド近くのプレパラトリー・スクールに通った後、10歳の時に名門パブリック・スクールのイートン校に入学した。
しかし子供の頃のロバート卿は病気がちな上、気難しい性格で友達を作れないタイプだったため、イートン校でいじめに遭った。
14歳の頃に父ソールズベリー侯爵に宛てた手紙の中で「朝から晩まで絶え間なくいじめられます。私が食堂に行くと、彼らは私を足蹴にしますので、私は何も食べずに食堂を出なくてはなりません」とその苦境を訴えている。結局15歳の時に父の許可を得てイートン校を退学している。
このイジメの思い出は、彼のシニカルな現実主義者の性格を形成したという。
イートン校退学後、2年ほどハットフィールドの屋敷に戻って家庭教師から教育を受けた。

### オックスフォード大学

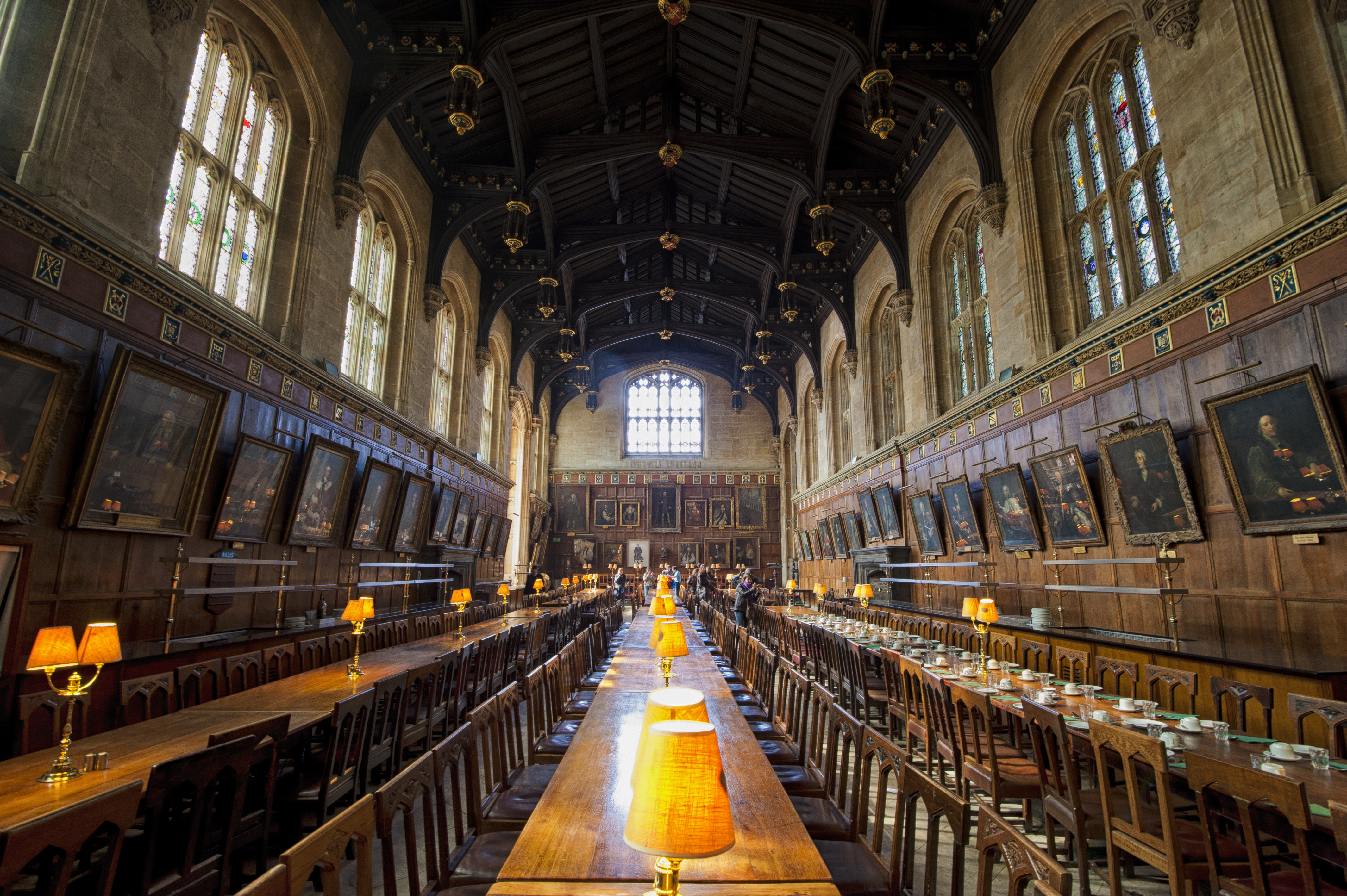
オックスフォード大学クライスト・チャーチのホール

1848年1月にオックスフォード大学クライスト・チャーチに入学し、数学を専攻した。
相変わらずの病弱に加えて、精神的にもうつ病状態だったロバート卿は、2年だけ通って第4級学位を取得して退学している。
とはいえオックスフォード大学に在学したことは決して無駄ではなかった。在学中ロバート卿はオックスフォード大学各カレッジの代表学生による討論会オックスフォード・ユニオンに書記・幹事を務めるなど積極的に参加し、後年の辛辣で皮肉な表現を好む演説手法を確立したのである。
また後年の厳格なトーリー主義もこの時期に確立し、選挙権拡大反対、ユダヤ人市民権付与反対、自由貿易反対、国教会改革反対など保守的な演説を盛んに行っている。

### 英国植民地旅行
大学を退学した後、うつ病から立ち直ったロバート卿は、海外植民地を旅行するようになった。
1851年7月にケープ植民地（南アフリカ）に向かい、同地で数か月過ごした。ついで1852年1月にオーストラリア・アデレードを訪問した。この頃オーストラリアではゴールド・ラッシュが発生しており、ロバート卿は日記の中で中流階級の金銭欲の激しさや植民地には不合理なルールが多いという印象を書いている。
その後、ニュージーランドに短期間滞在してイギリスに帰国した。

### 庶民院議員に当選
1853年8月、保守党候補としてスタンフォード選挙区から庶民院議員選挙に出馬した。対立候補が立たなかったため、無投票当選を決め、23歳にして庶民院議員となった（以降15年にわたりこの選挙区で無投票再選し続ける）。
ロバート卿は、1854年4月7日の庶民院で処女演説を行い、与党ホイッグ党の領袖ジョン・ラッセル卿のオックスフォード大学改革案を批判した。演説を聞いたウィリアム・グラッドストン蔵相はロバート卿を敵ながら将来有望な議員と注目したという。

### 結婚と執筆業

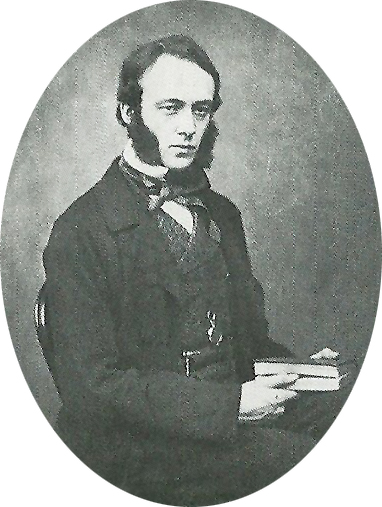
1857年、27歳の頃のロバート卿

1857年7月にノーフォーク裁判官の娘ジョージナ・アルダーソンと結婚した。父ソールズベリー侯爵はこの結婚に強く反対し、ロバート卿への仕送りを打ち切った。そのためロバート卿は執筆業で食い扶持を稼がねばならなくなった。
『イブニング・スタンダード』紙や『サタデー・レビュー』紙、『クォータリー・レビュー』などに寄稿し、その中で民主主義に対する強い疑念を表明した。
ロバート卿は選挙権拡大に反対する論文の中で「有産者階級の特権は数の圧力に対する唯一の防波堤として維持されなければならない。それこそが保守党の任務である」「選挙権拡大は単なる数に、それが本来持つべきではない権力を与えるものである」「頭を考えるということに使ったこともない学の無い人々に冷静な政策を求めることなど不可能である」「選挙権を貧しい者に広げ、有産者に課税する道の行きつく先は、権力と責任の完全なる分離である。富裕層が全ての税金を払い、貧者が法律を作ることになってしまう」という考えを表明している。
1865年1月に兄クランボーン子爵が子供なく死去したため、代わってソールズベリー侯爵家の嫡男となり、クランボーン子爵の儀礼称号を使用することになった。

### 第三次ダービー伯爵内閣インド担当相
1866年6月に自由党政権のラッセル伯爵内閣が提出した選挙法改正法案は否決され、内閣は総辞職に追い込まれた。代わって保守党政権の第三次ダービー伯爵内閣が成立。クランボーン子爵はこの内閣にインド担当大臣として初入閣を果たした。
選挙法挫折に対する国民の怒りは激しく、各地で抗議のデモや暴動が発生した。首相ダービー伯爵や大蔵大臣・庶民院内総務ベンジャミン・ディズレーリはこれを沈静化すべく、第二次選挙法改正へ向けて動き出した。しかしクランボーン子爵は選挙権拡大に反対し、植民相カーナーヴォン伯爵や陸相ジョナサン・ピール将軍と連携してこれを阻止しようと図った。
1867年2月6日に閣議にかけられたディズレーリ作成の改正案は都市選挙区の選挙権について男子戸主選挙権をベースとしながらも、条件や特例（直接納税者に限定したり、有産者の複数投票権を認めるなど）を設けることで選挙権拡大を抑える内容だった。選挙権拡大を求める国民世論と選挙権拡大に反対するクランボーン子爵ら保守派を同時に懐柔することを企図したものだったが、クランボーン子爵は「この改正は自由党の強い大都市に有利な選挙法改正になる」と結論し、2月24日にもカーナーヴォン伯爵とともに辞表に等しい抗議文書をダービー伯爵に提出した。最終的に3月2日の閣議で選挙法改正法案を議会に提出することが決定されたため、クランボーン子爵、カーナーヴォン伯爵、ピール将軍の三名は辞職した。

### 反ディズレーリ派として

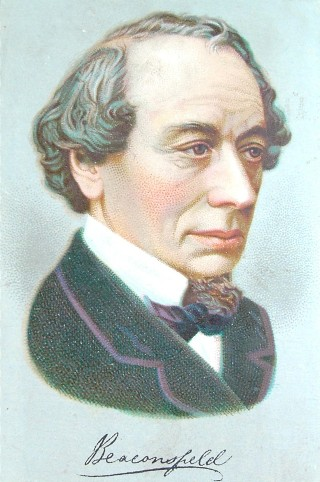
保守党党首・首相ベンジャミン・ディズレーリ

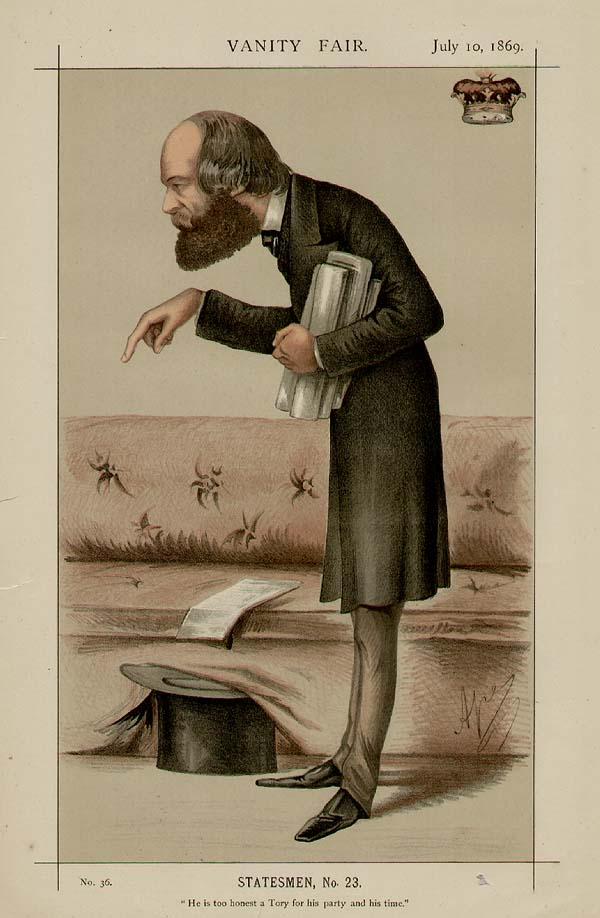
1869年7月10日の『バニティ・フェア』誌のソールズベリー侯の似顔絵。

辞職後も選挙法改正を阻止するために奔走し、ディズレーリとの対立を深めていった。
ただディズレーリにとっては幸いなことにクランボーン子爵は反執行部勢力をまとめられるような人物ではなかった。1867年4月に自由党党首ウィリアム・グラッドストンが地方税納税額5ポンド以上という有権者資格条件を加えた修正案を提出すると、クランボーン子爵は党に造反してこれに賛成票を投じたが、この時彼に追従して造反した保守党議員はわずかに7人だった事実にもそれが表れている。
結局ディズレーリの選挙法改正法案は庶民院を通過、ダービー伯爵の尽力で貴族院も通過し、8月に女王の裁可を経て成立した。この成功でディズレーリの党内における立場は急上昇し、ダービー伯爵の後継者たる地位を固めた。クランボーン子爵はその状況を「党全体がディズレーリの愚かな議会操縦術に惑わされている」と批判した。
1868年2月にダービー伯爵が病気のために退任し、ディズレーリが首相職・保守党党首職を引き継いだ。クランボーン子爵はディズレーリが後継者になることに反対したが、保守党議員の大半はディズレーリ以外の者が党首を務めるのは不可能という見解を有していた。
首相就任後のディズレーリは議会で敗北してもヴィクトリア女王の寵愛を盾に総辞職せず、解散総選挙も引き延ばしにした。クランボーン子爵は友人あての手紙の中で「女王陛下は『例のユダヤ人』の手先になってしまわれた。彼は女王陛下の要請によって政権に留まれる準備をした後に見せかけの辞表を提出して事態を収拾するつもりでいる。玉座に君臨しているのは女性であり、ユダヤ人の野心家は彼女を幻惑する術を心得ている」と危機感を露わにしている。
同年4月に父である第2代ソールズベリー侯爵が死去し、第3代ソールズベリー侯爵位を継承。庶民院から貴族院へ移籍した。
11月に総選挙が行われたが、保守党の敗北に終わり、ディズレーリ内閣は退陣してウィリアム・グラッドストンの自由党政権が誕生した。この総選挙直後にマームズベリー伯爵が保守党貴族院院内総務を辞職し、その後任にソールズベリー侯爵を推す声が一部で上がったが、ディズレーリはこれを無視してケアンズ伯爵を後任にした。
1869年にはオックスフォード大学総長（Chancellors of the University of Oxford）に選出されている。

### 第二次ディズレーリ内閣

#### インド担当大臣として
1874年2月の解散総選挙に保守党が大勝し、ディズレーリに再び組閣の大命があった。両院の過半数を制する大議席、大敗を喫した野党自由党の混乱状態、ヴィクトリア女王のディズレーリへの寵愛、不安要素が皆無の第二次ディズレーリ内閣は長期政権になると予想された。
そうした状況の中、これまで反ディズレーリ派で通してきたソールズベリー侯爵も、ディズレーリからインド担当相としての入閣を打診されると、逡巡した末に承諾した。ソールズベリー侯爵の入閣は党内右派のディズレーリへの反発を薄め、内閣に一層の安定をもたらす効果があった。ただしはじめのうちソールズベリー侯爵は植民地相として入閣したカーナーヴォン伯爵とともに首相ディズレーリと距離を置く閣僚だった。
1850年代からインド綿産業が成長し、イギリス・ランカシャー綿産業が脅かされるようになった。ランカシャー綿業者は自分たちの綿製品の競争力強化のため、インドの5%輸入関税の撤廃をインド省に求めるようになった。ランカシャーは保守党の地盤の一つであったため、ソールズベリー侯爵としてもこの意見をないがしろにはできず、関税全廃をインド総督ノースブルック伯爵（自由党所属）に要求した。しかし総督はインド財政が不安定になるとして関税撤廃に反対してソールズベリー侯爵と対立を深めた。地元インド人の世論も総督を支持する声が強かった。
また同じころ、ロシア帝国の南下政策をめぐってアフガニスタン情勢が緊迫化しており、それについてソールズベリー侯爵はイギリス人外交官のカーブル駐屯をアフガン王シール・アリー・ハーンに認めさせるようノースブルック伯爵に指示したが、ノースブルックはアフガンとの関係を損なうとしてこれを拒否した。ソールズベリー侯爵とノースブルック伯爵の溝は深まる一方で、1876年4月にノースブルック伯爵は辞職に追いやられた。
後任にはディズレーリとソールズベリー侯爵に忠実なリットン伯爵が就任した。彼は本国からの要請通りインドの関税撤廃を断行し、またアフガンに対して首都にイギリス外交官を置くよう要求した。しかしシール王はその要求を拒否し、さらに1878年7月にはロシア使節団の圧力に屈する形でロシア軍のアフガニスタン国内への駐屯を認める条約を締結した。これを警戒したリットンは11月に第二次アフガン戦争を開始した。1880年までに勝利をおさめ、アフガンはイギリス保護国となった
またリットンの総督就任直後からベンガル地方で飢饉（500万人が餓死したという）が発生したが、この際にソールズベリー侯爵はベンガルからの穀物輸出の制限の要請を拒否している。彼のこの冷たい態度は世論の批判を集めた。

#### 露土戦争をめぐって
1875年夏からイスラム教国オスマン＝トルコ帝国領バルカン半島でキリスト教徒スラブ人の蜂起が発生した。汎スラブ主義を高揚させたロシア帝国は、バルカン半島への領土的野心もあってトルコへの敵対姿勢を強めていった。イギリスにとってトルコはロシアのバルカン半島・地中海への南下政策の防波堤であったため、ディズレーリは親トルコ政策をとったが、イギリス世論はトルコによるキリスト教徒虐殺に強く憤慨しており、ディズレーリは国内で苦しい立場に立たされた。
ソールズベリー侯爵もディズレーリの親トルコ・反ロシア政策に疑問を感じていた。彼は、バルカン半島のスラブ民族は完全なるロシアの手先ではないと考えていた。つまり今バルカン半島諸国はトルコから解放されることを最優先にしているので親ロシア的な態度をとっているが、一度解放されてしまえば、その後はバルカン半島を支配しようとするロシアと対立を深めていくだろうから、彼らをトルコに代わる新たな対ロシア防波堤にすることができると考えていたのである。
1878年12月にバルカン半島問題解決のためトルコの内政改革について話し合うコンスタンティノープル会議が開催された。ディズレーリはインド担当相ソールズベリー侯爵をその会議のイギリス代表とした。親トルコ派でなく、かつインド担当相として親ロシア派でもないと見られているソールズベリー侯爵を派遣することが最も反発が少ないだろうという判断だったと思われる。ソールズベリー侯爵自身は会議の決裂が濃厚であったことからこの任命に乗り気でなかったが、ディズレーリや皇太子バーティからヨーロッパの主要政治家と顔見知りになっておいた方がいいと勧められたので引き受けることにした。会議においてソールズベリー侯爵は何とかトルコに内政改革を約束させてロシアのバルカン半島侵攻の口実を消し去りたかったが、逆にトルコはディズレーリの親トルコ的な態度を見てイギリスが自分たちを見捨てることはないという確信を強めてしまい、対ロシア強硬姿勢を崩さなかった。その結果、会議は1877年1月に決裂した。
会議の決裂を受けてロシアは4月にトルコに宣戦布告し、露土戦争が勃発した。ヴィクトリア女王やディズレーリ首相が対ロシア開戦へと傾いていく中、ソールズベリー侯爵は外相ダービー伯爵（元首相ダービー伯爵の息子）や植民地相カーナーヴォン伯爵とともに対ロシア参戦に反対した。とりわけ敬虔な高教会派で大のトルコ（イスラム）嫌いだったカーナーヴォン伯爵が反ディズレーリ姿勢を強めた。ソールズベリー侯爵も高教会派だが、彼はもう少し柔軟で対ロシア開戦は次善の策だと考えていた。
11月にプレヴェンが陥落し、戦況がロシア有利になってくるとヴィクトリア女王の参戦熱がますます高まり、ディズレーリもダービー伯爵とカーナーヴォン伯爵の反対を退けてイギリス海軍にコンスタンティノープルへの出撃命令を下した。カーナーヴォン伯爵はこれに抗議して植民地相を辞職したが、ソールズベリー侯爵は内閣に残留し、ここで盟友カーナーヴォン伯爵と袂を分かつこととなった。

#### 外務大臣として

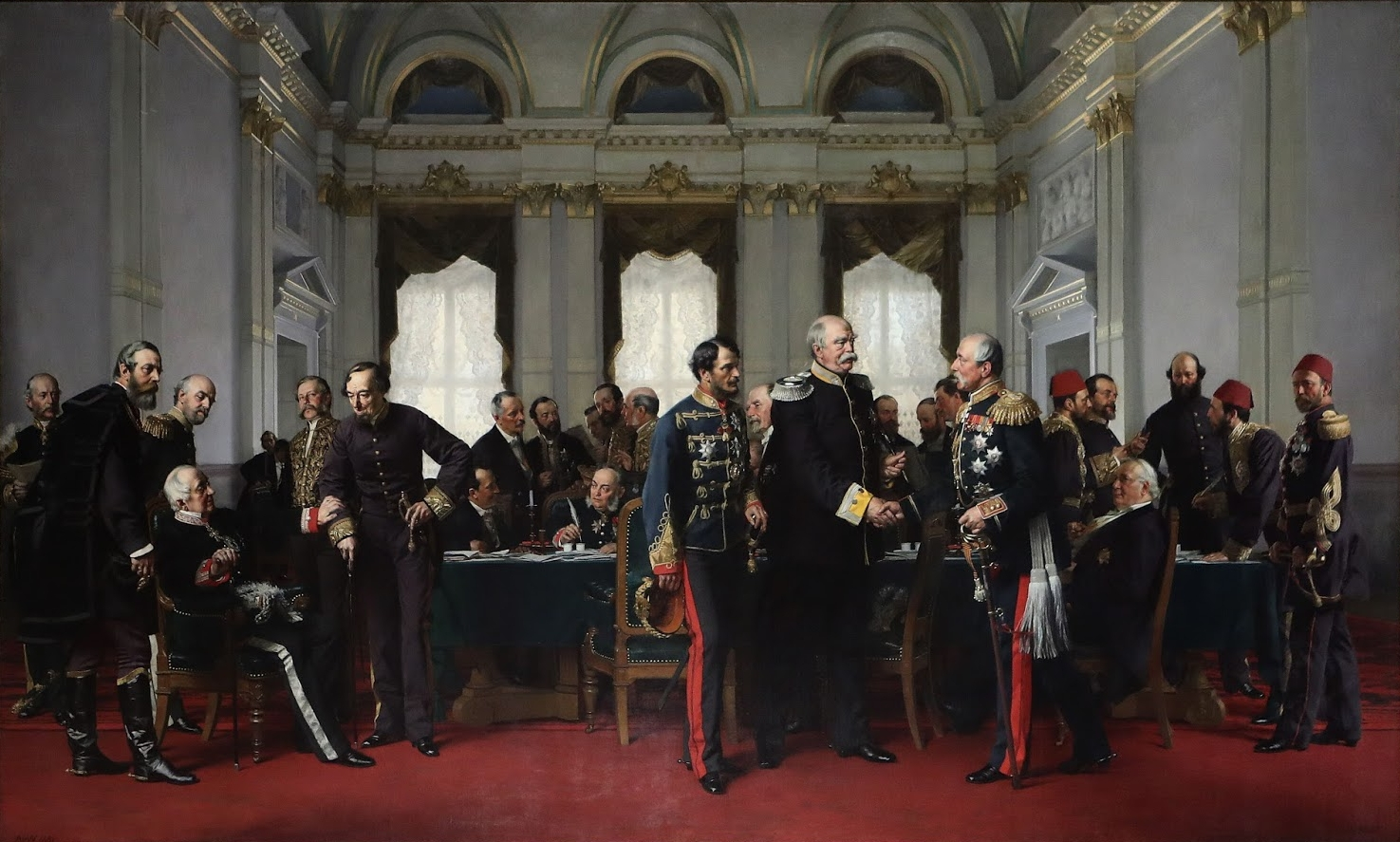
ベルリン会議（アントン・フォン・ヴェルナー画）。右から三人目がソールズベリー侯爵。駐独英国大使オドー・ラッセル卿やトルコ代表団（サデュッラー・パシャ、アレクサンドロス・カラトドリ・パシャ、メフメト・アリ・パシャ）と会談している。左側で座っているロシア外相ゴルチャコフに手を掴まれている人物が英首相ディズレーリ。中央で握手しているのはドイツ首相ビスマルクと駐英ロシア大使シュヴァロフ。

1878年1月にロシアとトルコの間にサン・ステファノ条約が締結され、露土戦争は終結した。これによりロシア衛星国大ブルガリア公国がエーゲ海に届く範囲の領土をもって建国されることとなり、イギリスの地中海の覇権がロシアの脅威に晒された。またロシアはアルメニア地方のバトゥミとカルスの割譲を受け、ここがロシアの中近東への侵略の足場となる可能性も高まった。
ディズレーリはこの条約の承認を拒否し、3月にインド駐留軍の地中海結集と予備役召集、キプロスとアレクサンドリア占領を決定した。1877年末までは開戦に慎重な態度とってきたソールズベリー侯爵もこのディズレーリの方針に支持を表明している。この方針に反対して辞職したダービー伯爵に代わってソールズベリー侯爵が外務大臣に任命された。これ以降ソールズベリー侯爵はディズレーリが最も信頼する右腕となっていった。
情勢が緊迫する中、ドイツ帝国首相オットー・フォン・ビスマルクが「公正な仲介人」として仲裁に乗り出し、ベルリンで国際会議が開催されることになった。ソールズベリー侯爵は会議前に英露間で合意を得ておこうと4月から5月にかけて駐英ロシア大使ピョートル・シュヴァロフ伯爵と折衝にあたり、5月末に英露協定を締結した。これにより大ブルガリア公国を南北に分割し、エーゲ海に面する南部は様々な条件付きでトルコに返還するが、バトゥミとカルスはロシアが領有することが確認された。トルコとも事前交渉にあたり、キプロスのイギリスへの割譲を約定させた。会議の土台となるこれらの合意はビスマルクにも伝えられ、ビスマルクは会議の日程を6月13日と決めた。
会議にはディズレーリとソールズベリー侯爵がイギリス代表として出席し、会議前の合意に基づく最終調整が行われた。バトゥミの港の軍事利用問題などをめぐって英露の争いが起こったものの、なんとか合意に達し、7月13日にベルリン条約が調印されて会議は無事終了した。全体としてはイギリス外交の勝利と言える内容であり、帰国したディズレーリとソールズベリー侯爵は歓声をもって迎え入れられた。ヴィクトリア女王はディズレーリとソールズベリー侯爵にガーター勲章を下賜した。
しかしやがて不況と不作で現政権に不利な世論が形成され、1880年3月から4月にかけての解散総選挙で保守党は351議席から238議席に落とす惨敗をした（自由党は250議席から352議席への大勝利）。これによりディズレーリ内閣は総辞職することになった。自由党政権の第二次ウィリアム・グラッドストン内閣が発足した。

### 貴族院保守党の指導者として

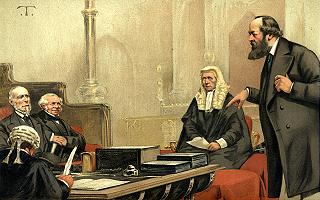
貴族院で演説するソールズベリー侯爵。自由党席に座っているのは海相ノースブルック伯爵と外相グランヴィル伯爵。議長席に座っているのは貴族院議長・大法官セルボーン伯爵（1882年7月5日の『バニティ・フェア』誌の挿絵）。

1881年4月、長らく保守党党首を務めてきたビーコンズフィールド伯爵ベンジャミン・ディズレーリが死去した。突然のことだったので保守党は後任を決めていなかった。ソールズベリー侯爵はディズレーリに代わって保守党貴族院院内総務となったものの、保守党全体の党首とはならなかった。庶民院保守党は保守党庶民院院内総務サー・スタッフォード・ノースコート准男爵が指導するという両院別個の二党首体制が取られることになった。
当時はまだ庶民院の優越を定めた法律はなかったものの、庶民院が優先されるべきという考え自体はすでに議会内に根強くあり、またソールズベリー侯爵は大命を下すヴィクトリア女王と関係が疎遠だったので、ディズレーリの死後しばらくの間はノースコートの方が有利な立場にあった。
しかしノースコートは性格的に温和な人物だった上、若い頃グラッドストンの秘書だった関係からグラッドストン政権に対して常に弱腰だった。そのため庶民院保守党内には彼の党指導に反発する声が強く、とりわけランドルフ・チャーチル卿やアーサー・バルフォアら「第4党」はノースコートを差し置いて強力なグラッドストン政権批判を展開した。これによりノースコートの影は薄くなっていき、必然的に保守党を指導すべき者はソールズベリー侯爵ということになっていった。

### 第三次選挙法改正をめぐって
グラッドストン首相が提出した第三次選挙法改正法案（男子戸主選挙権制度を都市選挙区だけではなく、地方の州選挙区にも広げようという内容）が1884年6月に庶民院を通過し、後は貴族院次第となった。
1880年代になると選挙権拡大で国民の投票傾向にも変化が生じるようになっており、一般に保守党は大都市、自由党は中小都市や農村、スコットランドやウェールズを支持基盤とするようになっていた。そのため選挙区割りを見直さずに選挙法を改正するのは自由党有利の選挙法改正と考えられた。
ソールズベリー侯爵以下貴族院保守党はこの法案を否決させる構えを見せたが、それに対して自由党急進派のジョゼフ・チェンバレンが貴族院改革をちかつかせる脅迫を行ったため、保守党と自由党の緊張が高まった。ソールズベリー侯爵は大都市に議席を重くする議席配分法案も一緒に提出しない限り選挙法改正には応じられないと頑なな態度をとり続けたが、やがてヴィクトリア女王が仲裁に乗り出し、自由党政府に貴族院改革を主張するのをやめさせるとともにリッチモンド公爵を通じてソールズベリー侯爵にも保守党内の反政府強硬派を抑えるよう通告した。
女王の仲裁のおかげで両党は歩み寄りをはじめ、11月には保守党代表者（ソールズベリー侯爵やノースコートら）と自由党代表者（グラッドストンとハーティントン侯爵ら）による会談の場がもたれた。会談はグラッドストンが譲歩した結果、保守党に有利な条件で合意に達した。これにより原則として1選挙区1議員を選出（小選挙区制）することになり、また中小都市選挙区の議席が減らされ、ロンドンなど大都市選挙区の議席が増やされた。
この合意により貴族院保守党も賛成して第三次選挙法改正が達成され、男子普通選挙に近い状態が達成された（この段階でもまだ選挙権のない成人男性は下僕、家族と一緒に住む独身者、一定住居の無い者など）。

### 第一次ソールズベリー侯爵内閣
アイルランド強圧法の期限が1885年8月に迫る中、グラッドストン政権は強圧法延長論に傾いていた。これに対して保守党はランドルフ・チャーチル卿の主導で強圧法の延長に反対した。これによりソールズベリー侯爵とアイルランド国民党党首チャールズ・スチュワート・パーネルの連携が可能となり、1885年6月8日には自由党政府提出予算案の修正動議を保守党とアイルランド国民党の賛成多数で可決させ、グラッドストン内閣を総辞職に追い込んだ。
ヴィクトリア女王は、保守党党首に組閣の大命を与えることを決意したが、当時庶民院保守党のノースコートの権威は失墜していたため、ノースコートではなくソールズベリー侯爵に組閣の大命が与えられた。ソールズベリー侯爵は「保守党は依然として少数党であり、しかもアイルランド国民党の出方も不透明であるから、グラッドストンの協力が得られれば拝受する」と奉答し、グラッドストンとの交渉にあたったが、グラッドストンからは協力を得られなかったので、大命を拝辞しつつ、グラッドストンに再度大命を与えるべきことを上奏した。ところがグラッドストンはそれも拒否したので、結局総選挙まで女王が両者の関係を斡旋するという条件でソールズベリー侯爵が大命を拝受することになった。
こうして1885年6月に第一次ソールズベリー侯爵内閣が組閣された。

#### アシュバーン法
1880年代半ば以降の農業不況でアイルランドでは反地主運動が再び活発化した。
政権の基盤がアイルランド国民党との連携にあるソールズベリー侯爵内閣としてはアイルランド問題への取り組みが必要であったため、1885年にもアシュバーン法を制定した（アイルランド大法官アシュバーン男爵によって作成されたため、この名が付いた）。これは国家による地主の土地買収は避けつつも、アイルランド小作人が自作農になれるよう、低利・長期で土地購入費を融資することを目的とする法案だった。同法の制定により1902年までに2万5000人の小作人が土地を購入できた。
この頃にはアイルランド自治を決意していたグラッドストンは、ソールズベリー侯爵が続けてアイルランド自治法案を提出するとの期待をもつようになった。そうなったら保守党内から造反者が出るだろうが、自分がそれ以上の数の自由党議員を率いて賛成に回ればアイルランド自治が達成できると考えていた。
アイルランド総督カーナーヴォン伯爵も自治に前向きだったが、ソールズベリー侯爵は保守党の分裂を恐れて自治法案を提出する意思はなかった。しかしアイルランド国民党の支持を失わぬため、そのことは公言しなかった。

#### 総選挙と総辞職
1885年11月の総選挙で自由党が322議席、保守党が251議席、アイルランド国民党が86議席をそれぞれ獲得した。
保守党は少数党のままだったが、ソールズベリー侯爵は自由党の過半数割れを口実にして政権に留まった。また自由党が過半数割れしたことで保守党は選挙前よりアイルランド国民党との連携に固執しなくなった。
1886年1月21日に議会が招集され、ソールズベリー侯爵は施政方針演説でアイルランドに対して強圧法案と土地改革法案の二点セット、つまり「飴と鞭」で臨むことを表明した。
強圧法案に反発したアイルランド国民党はアイルランド自治を主張するグラッドストンの自由党と結び、1月26日に施政方針演説の修正動議を可決させ、ソールズベリー侯爵内閣を総辞職に追い込んだ。

### アイルランド自治法を阻止

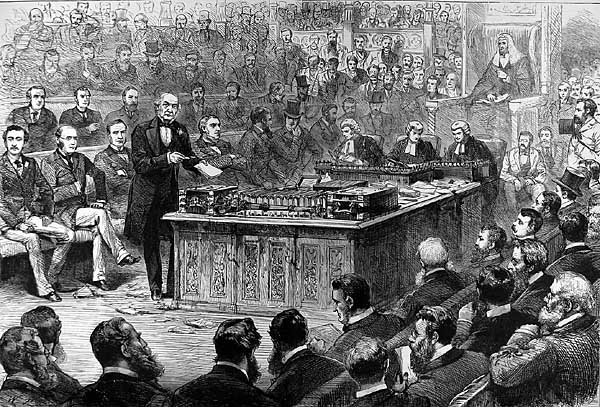
アイルランド自治法案を議会に提出するグラッドストンを描いた絵。

第三次グラッドストン内閣は1886年4月8日にアイルランド自治法案を議会に提出した。ソールズベリー侯爵は「アイルランド人には二種類あり、一つは自治を解する者たちだが、もう一つはアフリカのホッテントット族やインドのヒンドゥー教徒と同類の自治能力のない連中である」と演説してこれに反対した。
アイルランド自治法案は自由党内でも反対論が根強く、ジョゼフ・チェンバレンら新急進派とハーティントン侯爵らホイッグ派が自由党を離党して自由統一党を結成するに至った。ヴィクトリア女王もアイルランド自治に反発して、ソールズベリー侯爵に自由党内反アイルランド自治派と連携して組閣の道を探れと内密に指示を出している。
6月8日の庶民院は、保守党、自由統一党、93名の自由党造反議員の反対により343票対313票で自治法案を否決した。これに対してグラッドストンは解散総選挙に打って出た。この総選挙で保守党はランドルフ・チャーチル卿が中心となってイギリスとアイルランドを切り離そうという企みを批判するキャンペーンを展開した。その結果、保守党が316議席、自由党が196議席、自由統一党が74議席、アイルランド国民党85議席をそれぞれ獲得した。敗北したグラッドストン内閣は総辞職した。

### 第二次ソールズベリー侯爵内閣

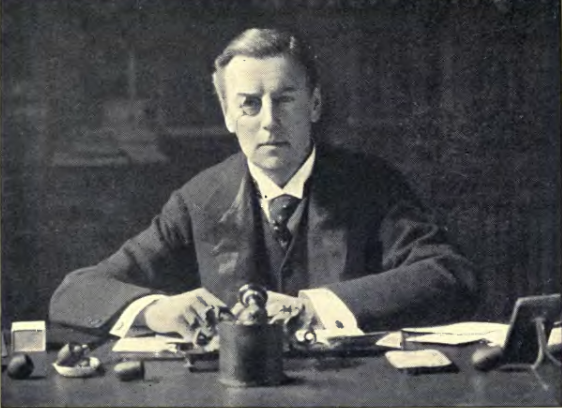
ジョゼフ・チェンバレン

ソールズベリー侯爵は自由統一党の党首ハーティントン侯爵に保守党と自由統一党の連立内閣の首相になってほしいと打診したが、ハーティントン侯爵はチェンバレン派の自由党返りを警戒して自由統一党は閣外協力に留めたいと返答した。その結果、自由統一党の閣外協力を得て第二次ソールズベリー侯爵内閣が成立した。
自由統一党のジョゼフ・チェンバレンはソールズベリー侯爵内閣の一般政策を支持する見返りとして、地方自治の農村への拡張、土地改革制度推進を要求した。これがソールズベリー侯爵が保守的でありながら一定の内政改革を行う背景となった。

#### 地方自治法
急速な都市化の進行により、スラム化・不衛生化などの都市問題が深刻化していた。これへの対応はチェンバレンがバーミンガム市長時代に行った都市改革に代表される都市自治体による施策が主だった。だがそのために都市自治体の財政が圧迫されていき、また都市問題が発生するたびに作られていく新行政機関が錯綜して行政権が混乱するようになった。とりわけロンドンの行政機関の乱立状態はひどかった。
その解決のため、ソールズベリー侯爵は1888年に地方自治法を制定した。この法律はイングランドとウェールズを60以上の行政州(Administrative County)と同じく60以上の特別市に分け、それぞれに代議制の州議会を設置させ、そこに行政権のほとんどを集中させることで行政機構乱立状態を解消するものだった。これによって地方行政における治安判事の強力な権限は大きく制限された。警察権のみは治安判事と州議会の共同管轄とされたものの、それ以外の行政権はほぼ州議会に委託された。また税金の一部を地方税とすることで州議会が活動しやすくした。
この法律によりイギリス地方自治の第一歩が踏み出された。

#### 土地制度改革
グラッドストン政権が1882年に制定した配分地拡張法を再編・拡張した労働者配分地法を1887年に制定した。この法律によりこれまで小教区が行っていた配分地拡張と農業労働者への低利での配分地付与を衛生区局（sanitary district authorities）に行わせることとした。衛生区局には土地の強制収用権限が与えられており、小教区よりも配分地を拡張しやすかった。また農業労働者一家族あたりの配分地を1エーカーと定めた。
チェンバレンは農業労働者一家族当たりの配分地を3エーカーの草地と1エーカーの耕地とすることを求めていたが、ソールズベリー侯爵はこれを拒否し、上記の内容でチェンバレンを妥協させた。
1892年にもチェンバレンの要求を容れて小農地保有法を制定し、州議会に地主の土地を有償で収容する権限を認めた。チェンバレンが主張していた地主からの強制収容ではなく、地主と州議会の協力の上での収容を目指す物だった。上記法律と同じくチェンバレンの顔を立てつつ、彼の主張をそのままには採用せず、保守的な修正を加えたものだった。

#### バルフォアの飴と鞭のアイルランド統治
1887年3月にヒックス・ビーチがアイルランド担当大臣を辞職すると、甥のアーサー・バルフォアをその後任に据えた。
バルフォアは騒がしくなるアイルランド民族運動を弾圧すべく、1887年8月にもアイルランド強圧法を制定し、アイルランド国民党の政治家を含めたアイルランド民族運動家を次々と逮捕していった。その弾圧の激しさからバルフォアは「血塗られたバルフォア（“Bloody Balfour”）」の異名を取るようになった。
一方で融和政策もとり、1890年にはバルフォアの主導で「バルフォア法」と呼ばれるアシュバーン法を拡張させたアイルランド小作人の土地購入を支援する法律が制定された。この法律によってアイルランド小作農に土地購入費の貸し付けを行う「土地委員会」の貸付限度額はそれまでの500万ポンドから3300万ポンドに大幅増額し、さらに現に小作人である者だけでなく、かつて小作人だった者も保護対象に拡大された。
ただ地主への代金支払いが現金ではなく土地債権に変更されるなど制度の複雑化により、申請数はアシュバーン法の時よりかえって減少した。結局バルフォア法は1896年の第3次ソールズベリー侯爵内閣期の時のアイルランド担当大臣ジェラルド・バルフォアの主導で制度の簡潔化が図られ、それによって同法での申請数も増加していった。

#### ビスマルクとの連携と地中海協定

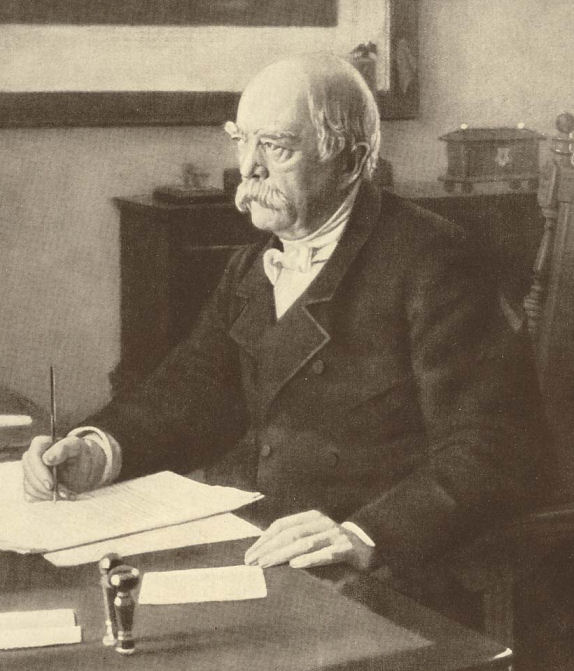
1886年のドイツ帝国宰相オットー・フォン・ビスマルク

ソールズベリー侯爵はグラッドストン政権下で孤立したイギリス外交の修正を目指した。とりわけ植民地問題をめぐって関係が悪化していたドイツ首相ビスマルクとの関係修復に力を入れた。今やビスマルクと敵対するとイギリスと言えども孤立してしまうという外交的教訓からだった。
ビスマルクとしてもイギリスの協力が欲しい時期だった。バッテンベルク家のブルガリア公アレクサンダルの跡目をめぐるブルガリア問題でオーストリアとロシアの対立が深まっており、ビスマルクが維持しようとしてきた三帝同盟は空中分解していた。そこでビスマルクとしては新たなフランス（普仏戦争以降ドイツへの復讐が国是と化していた）封じ込めのヨーロッパ国際秩序の構築をする必要があった。
ソールズベリー侯爵はビスマルクの要請に応じて、1887年2月12日にイタリアと地中海協定を締結した。この協定についてソールズベリー侯爵はヴィクトリア女王への報告書の中で「立憲君主国家のイタリアはイギリスと相いれる存在」とし、また「ビスマルク侯によれば大陸諸国のグループ分けが進んでいるといい、イギリスがそこから完全に孤立した状態でいると、大英帝国植民地が分割可能な獲物と見られてしまい、それを共通項にした大陸諸国の連携が考えられる」ことを指摘している。
3月24日にはビスマルクの仲介でオーストリアも地中海協定に加わることになった。これによって地中海協定は独墺伊三国で結ばれている三国同盟を補完する条約となった。
1887年夏に親墺・反露のフェルディナントがブルガリア公に即位したことで露墺関係が緊迫した。ビスマルクはロシアがブルガリア宗主国のトルコと接近する可能性を危惧するようになり、地中海協定の防衛対象にトルコを加えたがるようになった。「ヨーロッパの利益（海峡自由運航など）の擁護者たるトルコの領土保全」、「トルコはブルガリアの宗主権を他国に譲ってはならない」、「そうした原則が犯された場合、締結国はトルコを支援して回復を図る」、「トルコ自身が犯そうとした場合あるいは犯されたのに回復しようとしない場合は締結国はトルコ占領を協議できる」という内容の新協定案を地中海協定三国に送った。
ソールズベリー侯爵はロシア牽制の意味からこの新協定に乗り気だったが、同時にドイツが地中海協定に参加していないことから、イギリスがドイツの火中の栗を拾わされることになるのを懸念していた。またビスマルクに行政を委ねているドイツ皇帝ヴィルヘルム1世や親英自由主義者の皇太子フリードリヒならばまだ信頼できるが、ヴィルヘルム1世は90歳、フリードリヒ皇太子は喉頭癌を患っていたため、遠くない未来、反自由主義的に育っている皇太子の長男ヴィルヘルム皇子が皇位継承する可能性が高く、ドイツの親英政策が変更されることも考えられた。そのためソールズベリー侯爵はドイツで皇位継承があってもドイツが地中海協定と矛盾する行動をとらないという保証を求めた。
これに対してビスマルクは1887年11月にソールズベリー侯爵宛ての書簡を送り、「ドイツでは誰が君主になろうと露仏二正面作戦を常に想定しなければならない。ドイツはそのための同盟国が欲しいが、確保できないならオーストリアの独立が脅かされない限り、ロシアと協調するしかない」と説いた。最終的にソールズベリー侯爵はビスマルクのこの言を信じて、1887年12月12日にトルコ防衛を加えた第二次地中海協定を締結した。
なおこの2度の地中海協定はともに秘密協定であり、一般国民や英国議会には秘匿されていた。イギリスには依然として孤立主義が根強かったため、公式の同盟を議会で通すことは不可能に近かったためである。

#### アフリカ分割
1885年にベルギー王レオポルド2世のコンゴ領有権をめぐってドイツ首相ビスマルクの主催で行われたベルリン会議後、ヨーロッパ列強によるアフリカ分割が盛んになった。その背景はドイツ帝国の勃興によるイギリスの相対的な地位の低下、フランスがジュール・フェリー首相以降、対独復讐（ヨーロッパ情勢）より植民地獲得を優先するようになったこと、そしてドイツで植民地獲得に消極的なビスマルクが失脚して植民地獲得を最優先する皇帝ヴィルヘルム2世の親政が開始されたことである。
もちろんソールズベリー侯爵としてもこれを座視できるわけはなく、積極的に植民地争奪戦に参加した。貿易や植民に独占権をもつ勅許会社を次々と創設して、彼らに領土拡大を行わせた。第二次ソールズベリー侯爵内閣の時に創設された勅許会社に王立ニジェール会社や南アフリカ会社などがある。
南ナイジェリアではグラッドストン政権時代から引き続いて同地最大の都市国家オポボを統治するジャジャ王とナイジェリア内陸部への進出をめぐって対立を深めた。ソールズベリー侯爵自身は慎重だったものの、現地イギリス領事たちの主導で強硬路線が取られ、1887年9月にはジャジャ王を誘き出して通商の自由を定めた保護条約に違反として彼を逮捕した。これをきっかけに1890年代にはラゴス内陸部遠征、ニジェールデルタ・ベニン地域のナナ王の排除、ブラス反乱鎮圧、ベニン王国侵攻、オベラミ排除とイギリスの内陸部侵入の遠征が本格化する。
植民地の獲得には強大な海軍力が必要であるため、1889年には「二国基準」を導入した海軍防衛法を制定した。この海軍力増強路線は後任の自由党政権にも受け継がれた（グラッドストンはこれに反発して政界引退する）。

#### 総選挙に敗れて退任
1892年6月末の解散総選挙で自由党が274議席、保守党が269議席、アイルランド国民党が81議席、自由統一党が46議席を獲得した。
これを受けて第二次ソールズベリー侯爵内閣は退陣し、8月18日に自由党政権第四次グラッドストン内閣が成立した。

### 政権奪還
政権についたグラッドストンは再びアイルランド自治法案を提出し庶民院を通過させるも、ソールズベリー侯爵とデヴォンシャー公爵（ハーティントン侯爵）が激しい反対運動を行った結果、貴族院は9月8日に419票対41票という圧倒的多数で法案を否決した。ヴィクトリア女王はこれについて「素晴らしいことだ。みなソールズベリー侯爵に拍手を送っている」と日記に書いている。
グラッドストンは海軍増強に反対して閣内で孤立を深め、1894年3月に辞職した。後任となった外務大臣ローズベリー伯爵も1895年6月には議会での表決に敗れて総辞職した。この後ヴィクトリア女王よりソールズベリー侯爵に再び組閣の大命があった。

### 第三次ソールズベリー侯爵内閣
第三次内閣を発足させたソールズベリー侯爵はただちに解散総選挙に打って出て勝利し、保守党と自由統一党を合同させた統一党を形成した。この合同は両党がアイルランド自治反対と大英帝国維持が目下の最重要課題という点において合意したためである。

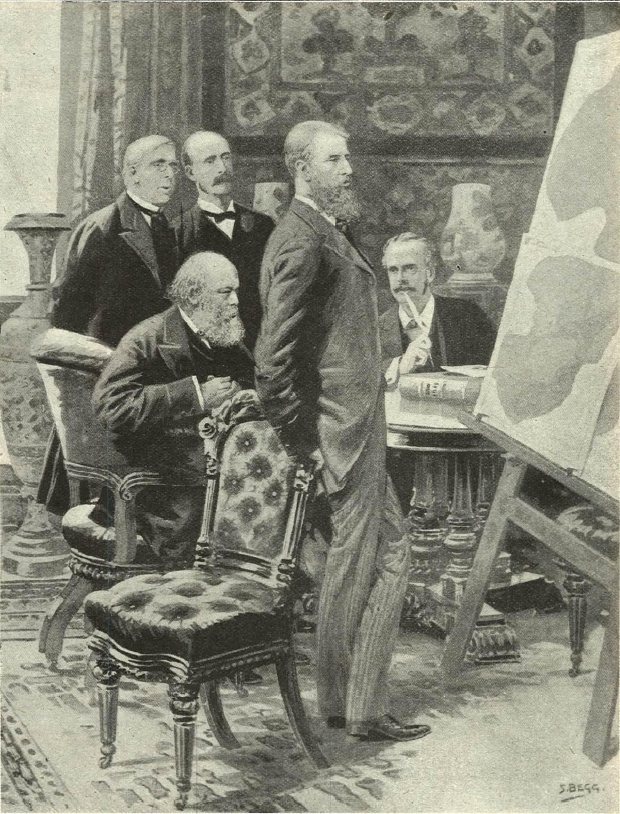
第三次ソールズベリー侯爵内閣の防衛委員会の会合を描いた絵。左から蔵相ジョージ・ゴッシェン、首相ソールズベリー侯爵、外相ランズダウン侯爵、枢密院議長デヴォンシャー公爵、庶民院院内総務アーサー・バルフォア。

一番の注目の人事はジョゼフ・チェンバレンが植民地大臣として入閣したことだった。チェンバレンは帝国主義と社会主義を結合させた「社会帝国主義」の政治家だった。すなわち社会保障の財源を侵略によって賄うべきことを主張したのである。彼の主導により、第三次ソールズベリー侯爵内閣は強力な帝国主義政策を遂行することになる。
内閣は事実上ソールズベリー侯爵とチェンバレンの二人首相体制であったため、「両頭政治(Two-headed administration)」とも呼ばれる。

#### 労働者保護立法
1896年に労使調停法を制定し、労働争議の調停権を商務省に付与し、労使協調の定着を目指した。1897年には労災補償法を制定し、使用者責任を原則化した。
ドイツで導入されていた老齢年金制度の採用も検討されたが、後述するボーア戦争が予想以上に長引いて戦費が巨額になったため、その計画は延期せざるをえなかった

#### ジェームソン侵入事件
南アフリカのボーア人国家トランスヴァール共和国は、第二次ディズレーリ内閣の時の1877年4月にイギリスに併合されたが、第二次グラッドストン内閣の時の1880年に第一次ボーア戦争に勝利して再独立していた。
1886年にトランスヴァールのウィットウォーターズランドで金鉱が発掘され、ヨハネスブルグの町が建設されてトランスヴァール共和国は潤い始めた。イギリスやイギリス・ケープ植民地などからも続々と金やダイヤモンド採掘のための移民が集まってきた。しかしこの移民たちはトランスヴァール政府が自分たちに重税を課し、選挙権も認めず、ケープ植民地からの輸入も禁止していることに不満を高めていった。イギリス・ケープ植民地の首相でイギリス南アフリカ会社の社長であるセシル・ローズとその首席補佐官レアンダー・スター・ジェームソンは、この移民たちの不満を煽って、トランスヴァールを再併合する機会を狙っていた。
1895年12月から翌1896年1月にかけてヨハネスブルクの在留イギリス人の内乱準備と連携してジェームソン率いる500名ほどの南アフリカ会社所属の騎馬警察隊が突然トランスヴァール共和国へ侵入を開始したが、計画があまりに杜撰すぎて早々にボーア人民兵隊に包囲されて降伏した。ヨハネスブルクの在留イギリス人たちの反乱もまもなく鎮圧された（ジェームソン侵入事件）。
植民相ジョゼフ・チェンバレンも首相ソールズベリー侯爵も計画は知っていたが、静観を決め込んでいた。事件が失敗に終わるとイギリス本国政府は公式にはこのジェームソンの行動を批判することで関与を否定し、トランスヴァール軍から釈放されたジェームソンを反逆罪で裁判にかけ、また査問委員会を設置してローズを弾劾し、彼を公職から追放した。
チェンバレンの関与も疑われたが、ドイツ皇帝ヴィルヘルム2世がトランスヴァール共和国大統領ポール・クリューガーに宛てて祝電を送ったことが判明し、世論や自由党の批判もそちらへ流れていった結果、チェンバレンは失脚を免れた。

#### スーダン奪還とファショダ事件

ファショダ事件の地図

スーダンは1881年に発生したマフディーの反乱により第二次グラッドストン内閣が放棄を決定して以来、マフディー軍の支配下に置かれており、英国支配から離れていた（マフディー国家）。
ソールズベリー侯爵は、1898年にスーダン再征服を計画するようになった。そのために西部スーダンをめぐるフランスとの対立、トルコ利権をめぐるドイツとの対立、中国分割をめぐるロシアとの対立を慎重に回避するほどだった。その背景にはマフディー国家が隣国エチオピアと反ヨーロッパ的連携を図ろうとしていたこと、またフランス、ロシア、イタリアがエチオピアに野心を見せていたことがある。
1898年4月からホレイショ・キッチナー将軍率いるイギリス・エジプト連合軍2万5000人がカイロから南進してスーダン攻撃を開始し、9月までにマフディー軍主力を壊滅させてハルトゥームを奪還した。マフディー軍にハルトゥームを落とされてチャールズ・ゴードン将軍を殺害された時から13年の時を経ての奪還となった。反乱の首謀者である「マフディー」ことムハンマド・アフマドはすでに死去していたが、イギリス軍はその墓を掘り起こして遺骸の首をカイロへ移送し、胴体は川に投棄したという。
この戦いの間の7月12日にジャン＝バティスト・マルシャン率いる200名超程度のフランス軍小部隊がフランス領コンゴから出動してマフディー国領土のファショダへ侵入し、同地をフランス領土に併合すると宣言していた。さらに9月には現地の王(メク)であるアブドゥラヒがこれまで忠誠を誓っていたマフディー国を裏切り、フランスに忠誠を誓った。これを危険視したソールズベリー侯爵はイギリス海軍を臨戦態勢に入らせつつ、フランス政府に対してスーダンはイギリス(とその傀儡国家エジプト)の主権下に戻ったので、ただちにマルシャンの部隊を撤収させねば領土侵犯と看做して戦争を開始する旨を通達した。フランスはこの脅迫により譲歩し、11月にはマルシャンの部隊を撤退させた。
この交渉前の8月にソールズベリー侯爵はドイツ政府と秘密協定を結んでおり、財政破綻が噂されていたポルトガル王国が債務不履行に陥ったら、ポルトガルの植民地を英独で分割することを約定している。とりわけイギリスはポルトガル領モザンビークのロレンソ・マルケスを欲していた。ここを手にいればトランスヴァール共和国を包囲することができたためである。しかし結局ポルトガルはパリで公債発行に成功したため、この協定は空振りに終わった。

#### 第二次ボーア戦争

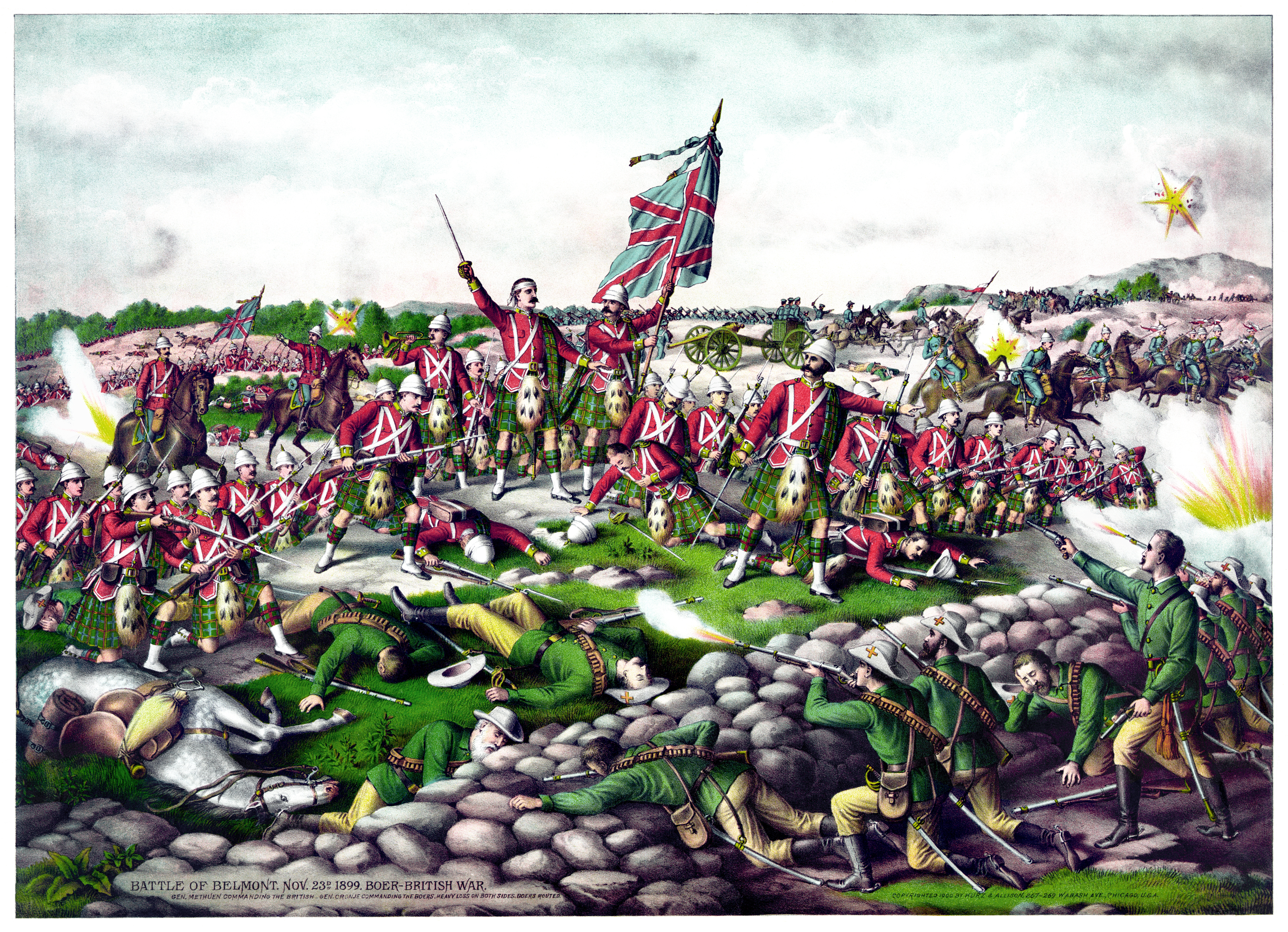
ベルモントの戦いを描いた絵画

ジェームソン侵入事件以降、イギリスとトランスヴァール共和国の関係は悪化の一途をたどった。比較的親英的だったオレンジ自由国もジェームソン侵入事件以降、同じアフリカーナー（ボーア人）としてトランスヴァール共和国の反英的姿勢に共感を示すようになっていった。
1898年2月のトランスヴァール共和国大統領選挙でクリューガーが四選するとケープ植民地高等弁務官アルフレッド・ミルナーはトランスヴァールとの交渉による和解の見込みはないと判断してトランスヴァールとの戦争を希望するようになった。イギリス本国もスーダン再征服後にはチェンバレンの主導でトランスヴァールとの開戦論に傾いていった。ソールズベリー侯爵は派兵に議会の承認がいらないインド人兵士1万人ほどを現地に送りこんで英軍増強に努めた。
1899年10月9日トランスヴァール共和国から共和国国境付近の英軍の撤収を求める最後通牒を突きつけられた。これを見たソールズベリー侯爵は同国との交渉打ち切りを最終的に決意し、開戦やむなしとの結論を下した。ヴィクトリア女王もそれを支持した。
イギリスは最後通牒の返事は出さず、10月11日からボーア戦争を開始した。ボーア人も勇戦しながらもイギリス軍が優位に戦いを進め、1900年3月にオレンジ自由国首都ブルームフォンテーン、6月にはトランスヴァール共和国首都プレトリアを占領し、9月にトランスヴァール併合宣言を出した。
この勝利のムードに乗じてソールズベリー侯爵は解散総選挙に打って出た。10月に行われた総選挙の結果、保守党は野党に134議席以上の大差をつけて勝利した。
しかし戦争は終結しなかった。ボーア人側はこの後18か月にわたって英領ケープ植民地、イギリス軍が占領したトランスヴァール共和国とオレンジ自由国において鉄道破壊を中心としたゲリラ戦を展開したのだった。これに悩まされたイギリス軍は1900年9月にゲリラが攻撃してきた地点から16キロ四方の村は焼き払ってかまわないという焦土作戦を決定。さらにゲリラへの支援を防ぐため各地にボーア人婦女子を収容するための強制収容所を創設した。この強制収容所で2万人以上の人々が命を落としたという。
いつまでたっても終わりの見えない戦争にイギリス国内では厭戦気分が高まっていき、あちこちで反戦集会が開かれるようになった。この反戦運動の中から後に二大政党の一つとなる労働党が結成されている。こうした厭戦気分を背景にイギリス軍は1902年3月からボーア人に和平交渉を求めるようになった。ボーア人側にも厭戦気分が広まっていたため、5月に開催されたボーア人国民会議は和平交渉を受け入れることを決議した。これによりトランスヴァール・オレンジ両国民は1901年に即位したばかりの英国王エドワード7世の主権を受け入れてイギリスの統治に帰順することになった。その代わりにイギリスは帰順したボーア人の財産権を保障し、彼らの戦闘行為についての責任を問わず、両国のオランダ語使用を認め、特別な課税もせず、両国民の故郷への帰還や日常生活に戻るために必要な財政支援を行うこととなった。2年6カ月にもわたったボーア戦争がここに終結した。

#### アメリカとの対立と妥協
19世紀後半、新興国アメリカ合衆国は工業力を飛躍的に伸ばし、世界最大の工業大国・軍事大国に変貌しつつあった。それを反映して外交面でも強気になり、カナダ（大英帝国自治領）や中米の英領との間の摩擦が増えていった。
ベネズエラと英領ガイアナの国境争いにもアメリカ政府は積極的に反英的介入を行うようになった。1895年8月にはアメリカ国務長官リチャード・オルニーが、ソールズベリー侯に宛てて手紙を書き、「イギリスの行動はモンロー主義に反している」と批判した。これに対して同年12月になってからアメリカに返信を送ったソールズベリー侯爵は「女王陛下の政府もモンロー主義の精神は受け入れているが、それはカナダ、英領西インド諸島、西半球におけるあらゆる英領とともにガイアナにも適用できない。ガイアナとベネズエラの国境紛争は1796年に端を発しており、女王陛下の政府はその臣民の生命や財産を守る権利をベネズエラ独立よりはるか以前からスペイン政府より認められている。アメリカ政府は西半球にあるという理由だけで、その国々がある種の状況に置かれても、必然的に利害関係が絡む責任を負わない多数の独立国に関して普遍的な命題として断言する資格がない」と一蹴した。モンロー主義を事実上否定するようなソールズベリー侯の返信にアメリカ大統領グロバー・クリーブランドは強く反発し、連邦下院へのメッセージの中で「イギリスがアメリカ大陸で武力を行使するつもりなら、これに抵抗するのがアメリカの責務である。イギリスはアメリカの調停を受け入れるべきである」と宣言した。この宣言は連邦下院の称賛を得、下院はガイアナ・ベネズエラ国境紛争調査委員会を立ち上げることを決議した。クリーブランドの宣言はイギリスがアメリカの調停に従わない場合、戦争の可能性まで意味するものと認識されたが、イギリスとの正面対決には自信がなかったクリーブランドは、委員会が調査を終える以前は如何なる行動も取らないと慎重な姿勢を示した。こうしたアメリカの動向を見守ったソールズベリー侯は、アメリカがベネズエラ・ガイアナ国境紛争に介入できる権利を認めることを決めた。続いた交渉でイギリスは仲介裁判所による解決策を提案し、1896年11月にこれを規定した英米協定が成立した。1899年10月、ベネズエラ・ガイアナ問題は最終的に解決を見た。
1896年に民主党のウィリアム・マッキンレーがアメリカ大統領に当選したが、マッキンレーも対外強硬派であり、1898年には米西戦争を起こしてスペインからフィリピンとグアムの割譲を受け、またハワイも併合し、太平洋植民地化を推し進めていった。そうした中でアメリカ政府の関心は大西洋と太平洋を結ぶ運河をパナマに建設することへ向かった。マッキンレー政権の国務長官ジョン・ヘイはイギリスの駐米大使ポンスフォート男爵とその交渉にあたった。英米交渉の結果、1900年2月にはアメリカが単独で運河を建設して経営することをイギリス政府が了承することになった（1901年11月にヘイ・ポンスフォート条約として条約化）。この時点では運河を要塞化することは禁止されていたものの、これもやがてイギリス政府は黙認することになった。「拡張しすぎた大英帝国」としては、南アフリカのボーア戦争や中国分割をめぐるロシアとの対立だけで手一杯でアメリカと本格的に事を構えるわけにはいかなかったのである。
しかしソールズベリー侯自身は常にアメリカとの開戦の可能性を視野に入れていたらしく、植民地大臣ジョゼフ・チェンバレンに「対米開戦は今年も無かった。しかしそう遠くない将来、開戦する可能性が高い」と述べていた。

#### 中国分割

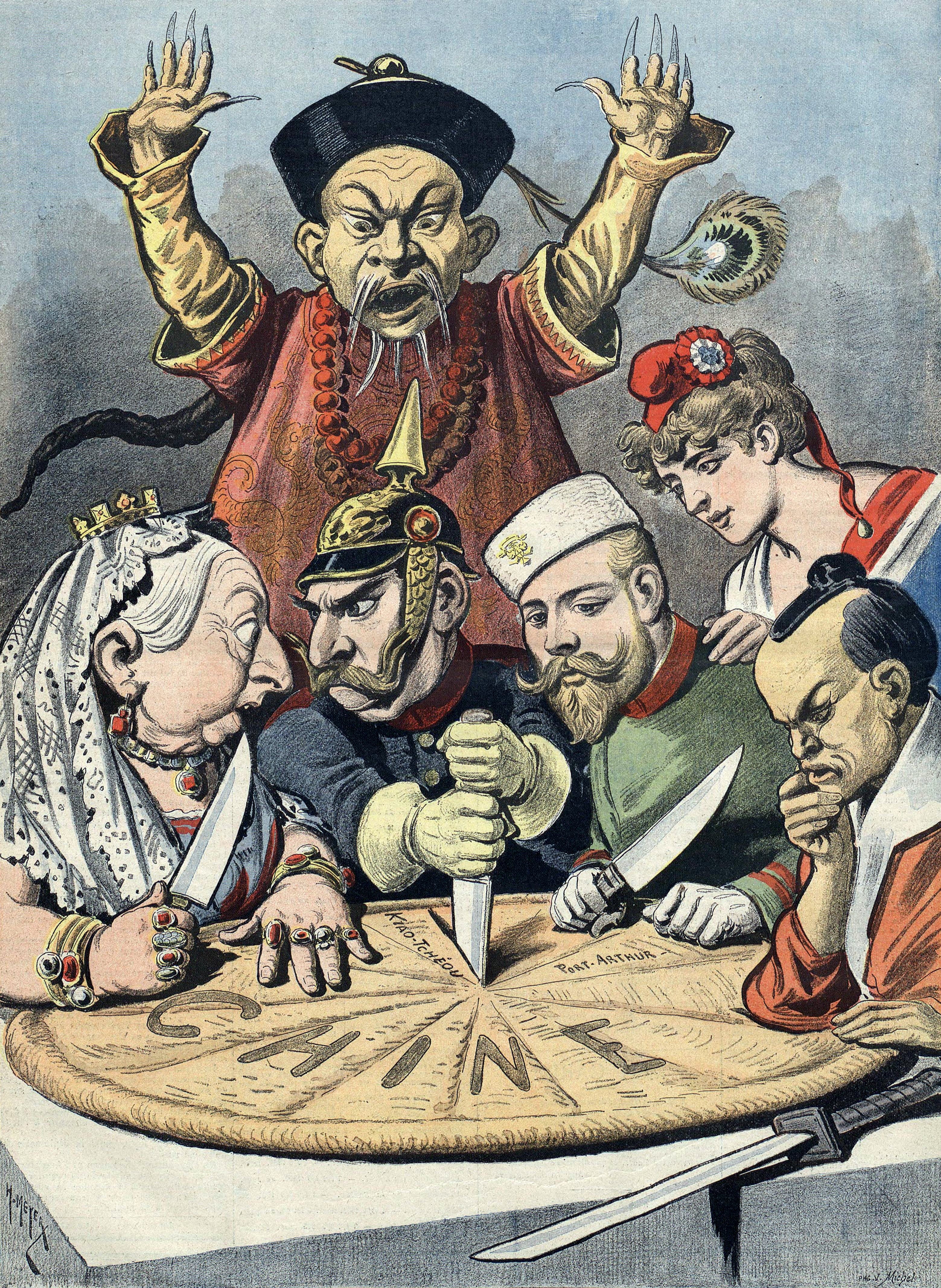
中国分割の風刺画。

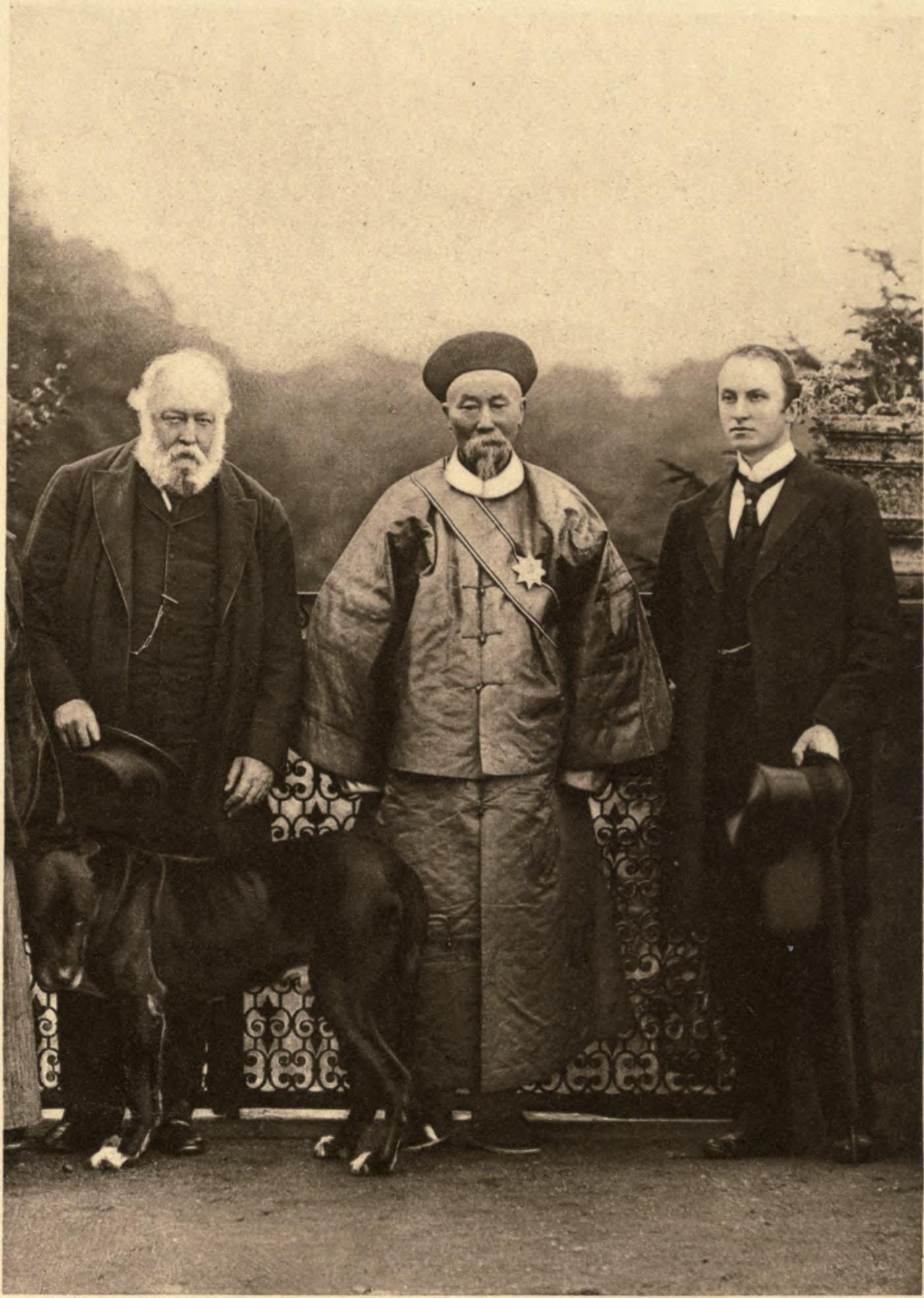
訪英した清政府高官李鴻章（中央）とソールズベリー侯爵（左）。右は外務政務次官ジョージ・カーゾン。

1895年の日清戦争で清が日本に敗れて以降、中国大陸をめぐる情勢は一変した。日本への巨額の賠償金を支払うために清政府はロシアとフランスから借款し、その見返りとして露仏両国に清国内における様々な権益を付与する羽目となったのである。これがきっかけとなり、急速に列強諸国による中国分割が進み、阿片戦争以来の清のイギリス一国の半植民地（非公式帝国）状態は崩壊した。
とりわけ、シベリア鉄道の満洲北部敷設権獲得に代表されるロシアの満洲や北中国への進出は激しかった。フランスもフランス領ベトナムから進出して雲南省・広西省・広東省・四川省など南中国を勢力圏に収めていき、北中国を勢力圏とするロシアと連携してイギリスを挟撃してくる恐れが生じた（ロシアとフランスは1893年に露仏同盟を締結しており、三国干渉に代表されるように中国分割においても密接に連携していた）。
これに対抗してソールズベリー侯爵は清国の領土保全を訴えることで露仏が中国大陸におけるイギリスの権益を食い荒らすのを防ごうとした。さらに1896年3月にはドイツ帝国と連携して露仏に先んじて清政府に対日賠償金支払いのための新たな借款を与えることで英独両国の清国内における権益を認めさせた。また1896年1月にはフランスと協定を締結し、英仏両国ともメコン川上流に軍隊を駐屯させず、四川省と雲南省を門戸開放することを約定した。これによってフランスの北上に一定の歯止めをかけることに成功した。
1897年に山東省でドイツ人カトリック宣教師が殺害された事件を口実にドイツ皇帝ヴィルヘルム2世が清に出兵し、膠州湾を占領し、そのまま同地を租借地として獲得した。これについてソールズベリー侯爵ははじめドイツがロシアの南下政策に対する防波堤になるだろうと考えて歓迎していたが、ヴィルヘルム2世が山東半島全体をドイツ勢力圏と主張しはじめるに及んで警戒感を強めた。
さらに1898年に入るとロシアが遼東半島の旅順を占領し、さらに大連にも軍艦を派遣し、清政府を威圧してそのまま旅順と大連をロシア租借地とした。これに対抗してソールズベリー侯爵はこれまでの「清国の領土保全」の建前を覆して、清政府に砲艦外交をしかけて、山東半島の威海衛を「ロシアが旅順占領をやめるまで」という期限でイギリス租借地とした。だが同時にドイツが露仏と一緒になってこの租借に反対することを阻止するために山東半島をドイツ勢力圏と認める羽目にもなった。これはイギリス帝国主義にとって最も重要な揚子江流域（清国の総人口の三分の二が揚子江流域で暮らしている）にドイツ帝国主義が進出していくことを容認するものとなり、イギリスにとって大きな痛手だった。
1899年に入った頃にはロシア帝国主義の満洲と北中国全域の支配体制はより盤石なものとなっていた。ロシアがこの地域に関税をかけるのも時間の問題だった。ソールズベリー侯爵はロシア勢力圏に門戸開放させることを決意したが、威海衛や九竜半島を租借しているイギリスが門戸開放を主張しても説得力がなかった。そこで中国分割に出遅れたアメリカに門戸開放を主張させようとし、アメリカの世論や政府を門戸開放論に誘導した。その結果、1899年6月にアメリカ国務長官ジョン・ヘイがイギリス・ドイツ・ロシア・フランス・日本・イタリアといった中国内に勢力圏を築いている列強諸国に対して門戸開放を求める宣言を発した（門戸開放宣言）。だが各国とも留保条件を付ける返答をし、ロシアに至ってはほとんど拒否に近い返答を出した。門戸開放によるロシア帝国主義の抑止というソールズベリー侯爵の目論見は失敗に終わった。

#### 義和団の乱とロシアの満洲占領
列強の中国分割に反発した山東省の農民たちは、1900年6月に「扶清滅洋」をスローガンに掲げる秘密結社義和団を結成し、20万人もの数で北京に押し寄せてきて、ドイツ公使クレメンス・フォン・ケッテラー男爵を殺害した。義和団を味方につけて強気になった西太后は清朝皇帝光緒帝の名前で列強諸国に宣戦布告した。
真っ先に危険にさらされたのは北京・外国公使館街に駐在している外国人たちだった。彼らはキリスト教に改宗した中国人とともに公使館街にバリケードを築いて清軍や義和団の攻撃を防いだ。公使を殺害されたドイツ帝国の皇帝ヴィルヘルム2世が真っ先に援軍を清に送り込むことを決定。ソールズベリー侯爵としても援軍を送らないわけにはいかなかったが、イギリス軍は目下ボーア戦争中であり、極東に割く余分は兵力はなかった。そのため日本に協力を要請し、日本政府はこれを快諾し、2万の兵を清に送り込んだ。日本軍とロシア軍を主力とする8か国連合軍は、8月に義和団や清軍を倒して、西太后や光緒帝を追って北京を占領し、外国公使街で立てこもっている人々を解放した。
しかしロシアはこの騒乱のドサクサに紛れて満洲を軍事占領した。これを警戒したソールズベリー侯爵は、1900年11月にドイツ帝国宰相ベルンハルト・フォン・ビューロー侯爵と揚子江協定(Yangtze Agreement)を締結した。清国の領土保全と英独の勢力下にある清国領土の門戸開放を約定したものだったが、ドイツは満洲についてこの協定を適用することを拒否し、ロシアとの対立を回避した。

#### 日英同盟

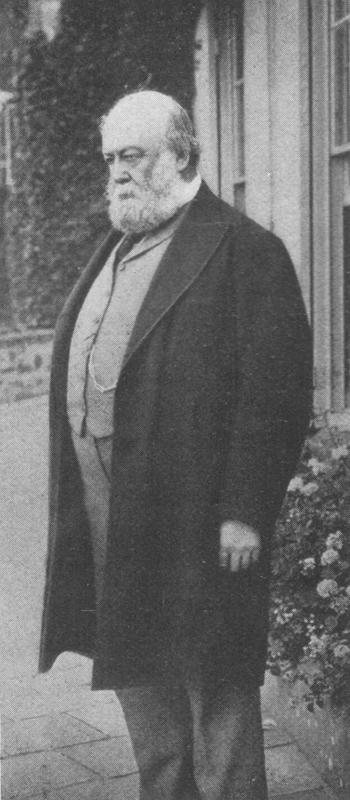
1902年のソールズベリー侯爵

ロシアがいつまでたっても満洲から軍を撤兵させず、さらに韓国にも触手を伸ばすようになったことに警戒を強めていた日本は、対ロシア同盟国を求めるようになった。
ソールズベリー侯爵は日清戦争以降、日本の実力を評価するようになっており、1895年11月の段階で「ロシアの軍事力は日本より劣っているであろう。」「日露戦争が勃発しても日本がロシアに負けることはないと思う。なぜなら、日本は日本本土の基地を使って戦闘できるが、ロシアはウラジオストクからしか戦闘できないからである」と語っている。1900年の義和団の乱での日本軍の活躍ぶりはその信頼感を更に強めた。
この頃イギリスは本国周辺海域の海洋覇権をめぐってドイツと建艦競争になっていたため、「中国艦隊」を増強する余裕がなかったが、ロシアは「太平洋艦隊」の海軍力を大幅増強中であり、戦艦数も装甲巡洋艦数もイギリス艦隊を凌ぐに至っていた。ただし総トン数では極東にあるイギリス艦隊が17万トンなのに対して、極東にあるロシア艦隊は12万トンだったので、まだイギリスの方が上だった。この当時、日本海軍は20万トンの艦隊を有していたから、これを味方につければロシアに対する圧倒的優位を回復することができた。
そうした状況の中、駐英日本公使林董とイギリス外相ランズダウン侯爵の間で日英同盟交渉が進められ、日英どちらかが二か国以上と戦争になった場合はもう片方は同盟国のために参戦、一か国との戦争の場合はもう片方は中立を保つことが約定された。イギリス閣僚の中には日本に一方的に有利な同盟案であるとして、インドも同盟適用範囲に加えるべきという意見もでたが、ソールズベリー侯爵はランズダウン侯爵が取り決めてきた内容だけで十分と判断した。1901年に即位したばかりの新国王エドワード7世も日本との同盟に乗り気だった。
1902年1月3日に親ロシア派の日本の元首相伊藤博文侯爵が訪英し、ソールズベリー侯爵やランズダウン侯爵と最後の交渉にあたった。ソールズベリー侯爵は1月7日に反対派閣僚を抑えて日本との同盟を閣議決定した。こうして1月30日にロンドン外務省で日英同盟が締結されるに至った。

### 引退と死去
1902年7月11日に病気により退任した。甥であるアーサー・バルフォアに首相・保守党党首を譲った。内閣のナンバーツーであるチェンバレンはこの頃交通事故に遭って療養中だった。甥に跡を継がせるためにわざとこの時期を選んで辞職したとする説もあるが、定かではない。
首相退任から約1年後の1903年8月22日にハットフィールド・ハウスにおいて死去した。
- ハットフィールド・ハウスの門の前にあるソールズベリー侯爵の像。
- 同左

## 人物

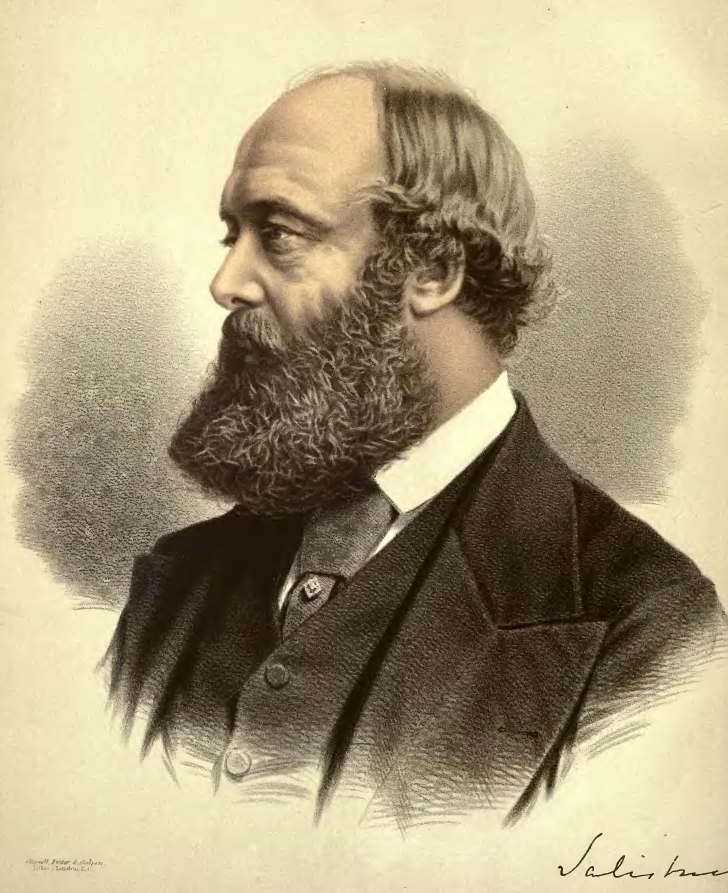
ソールズベリー侯爵の肖像画

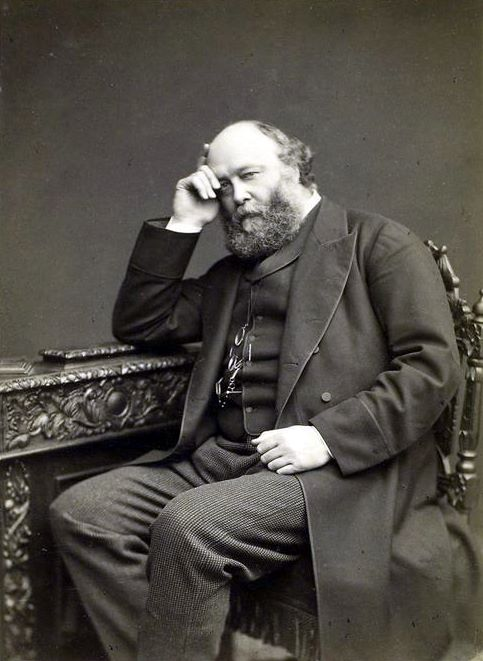
ソールズベリー侯爵

熱心なイングランド国教会信徒であり、ベンジャミン・ディズレーリのような民主主義的保守主義者とは違い、ダービー伯爵と同様の伝統的・貴族的な保守主義者だったといえる。
名門貴族出身者として生まれながらの統治者であるという意識が強く、平民のことは見下していた。15年ほど庶民院議員だった時期もあるが、他のイギリス貴族の子弟と同様に一族の影響下にある選挙区から出て無投票で当選し続けたため、選挙民に媚を売って票を集めるなどという体験をしたことはない。貴族院議員となった後には庶民院に入る事は一度もなく、貴族院での演説で庶民院について触れる時には必ず軽蔑的なニュアンスを含めたという。
国民の中には統治するために生まれた選ばれし者と支配されるべき一般大衆の別があり、それを越えた政治的平等は認めるべきではないという保守的信念を持っていたため、選挙権拡大や民主主義思想に強く反対した。「健全な共同社会は、生まれ、富、知性、教養などの面から選び出された男に統治されたいと願うものだ。そうした男は富と時間的余裕のために、おぞましい貪欲に堕ちることがない。彼らこそが本来的・最良の意味での貴族なのだ。一国の指導者たる者はその中から選ばれるべきなのである。すぐれた適格性を持つ人間として彼らが当然持つべき政治的特権は何としても保持されなければならない」「民主主義とは国民を憎しみ合わせ、バラバラな集団に分裂させようという制度である」と論じている。同じく国民をバラバラにする思想として社会主義や階級闘争、唯物論、無宗教も嫌悪した。
このように保守的な人物であったが、君主の政治介入には否定的であり、自由主義者のパーマストン子爵の「王は過ちを犯さない」論と同じ考えをもっていた。これは王の決定は大臣の助言に従って行われ、その責任は大臣が負い、王に責任を及ばせないことで王位の安定を図る考え方である。アイルランド自治問題に介入しようとするヴィクトリア女王を諌止しつつ、君主権力を奪おうとしているという悪印象を女王にもたれないよう、「権力を温存」すべきと穏やかな説得にあたったこともあった。この説得のうまさとソールズベリー侯爵内閣がもともと保守的だったことから、女王がソールズベリー侯爵内閣に口出しすることはほとんどなかった。
またディズレーリのような大きな内政改革こそ行いたがらなかったものの、貴族としてノブレス・オブリージュの考えはしっかり持っていたので、既存の政党の相互作用による漸進的な改革を妨げることはなかった。
若き日にイートン校でイジメに遭ったことでソールズベリー侯爵は、真面目だが、シニカルな現実主義者になったという。そのため机上の空論になりやすい「原理」を嫌い、「細目」を重視した。その細目重視ゆえに各省の大臣たちに大きな裁量を与え、彼自身はそれにほとんど口出ししなかった。そんな彼が、原理が無視され、細目が重視される外交に最も強い関心を持ったのは必然だった。首相在任期のほとんどを外相と兼任していたのは外交の細目は自分の手でやりたかったからである。
外交面ではダービー伯爵と異なり、不干渉主義・孤立主義をとらなかった。他の列強諸国の台頭でイギリスの地位が相対的に低下していた時期の首相であるため、そのような立場は取りえなかったのである。とりわけドイツのビスマルクとの関係を重視した。
国民人気は低く、ディズレーリが「ディッジー」、グラッドストンが「GOM」といった愛称を持っていたのに対して、ソールズベリー侯爵にはこれといった愛称が付けられず、ただ単に「ソールズベリー卿」と呼ばれていた。また社交的な性格ではなく、物の言い方を考えるということができなかったため、不謹慎な発言ばかり行う傲慢な人物という印象を与えがちだった。
身長は6フィート4インチ（193cm）の長身だが、猫背だった。若い頃は痩せすぎで貧弱な印象だったが、年を取ると逆に太ってきて巨体と化した。しかし肩に肉が付いたせいで猫背はますますひどくなったという。近眼であり、それが彼の他人に無関心な超然性に影響を与えていたという。スポーツには全般的に無関心だったが、テニスだけは嗜んだという。後年には三輪車で運動をしていたようである。
彼のもじゃもじゃ髭は手入れがされていないようにも見えるが、当人はかなり髭にこだわりがあったという。
科学研究に関心があり、自邸に研究室を置いていた他、領地のハットフィールドに水力発電所を設置するのを主導したという。

## シャーロック・ホームズとソールズベリー侯爵

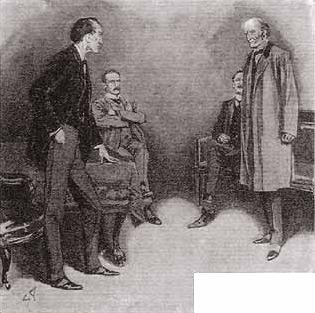
シャーロック・ホームズと依頼人である英国首相ベリンジャー卿を描くシドニー・パジェットの挿絵。

小説家アーサー・コナン・ドイルが生み出した名探偵シャーロック・ホームズの手がけた事件の多くはソールズベリー侯爵が首相をしていた時期に発生したという設定になっている。
短編ホームズ小説『第二の汚点』（『シャーロック・ホームズの帰還』に収録）に依頼人として登場する英国首相ベリンジャー卿はソールズベリー侯爵の変名だと言われている。ホームズ小説はワトスンの著作という形式をとっているため、ワトスンが当人に配慮して変名にしていると考える余地があるのである。この人物をソールズベリー侯とする根拠として「大英帝国首相を二度務めた」という紹介がある（ただしシドニー・パジェットの挿絵ではウィリアム・グラッドストンのように見えると指摘されている）。
短編ホームズ小説『海軍条約文書事件』（『シャーロック・ホームズの思い出』に収録）に登場する英国外務大臣ホールドハースト卿もソールズベリー侯爵の変名であるといわれる。この物語は1889年の事件とするのがホームズ年代学の通説であるが、その1889年時の英国外務大臣は首相職と兼務しているソールズベリー侯爵だったためである。作中のホールドハースト卿の外見的特徴の紹介もソールズベリー侯爵に当てはまる。ただし「将来の英国首相」というソールズベリー侯爵とは矛盾した紹介もされている。
短編ホームズ小説『最後の事件』（『シャーロック・ホームズの思い出』に収録）を下敷きにした2012年公開の英米合作映画『シャーロック・ホームズ シャドウ ゲーム』に「ジェームズ・モリアーティ教授は首相の友人」という設定が出てくるが、その首相とはこのソールズベリー侯爵のことだと思われる。

## 栄典

### 爵位
1868年4月12日の父ジェイムズ・ガスコイン＝セシルの死去により以下の爵位を継承した
- 第3代ソールズベリー侯爵 (3rd Marquess of Salisbury)
(1789年8月18日の勅許状によるグレートブリテン貴族爵位)
- 第9代ソールズベリー伯爵 (9th Earl of Salisbury)
(1605年5月4日の勅許状によるイングランド貴族爵位)
- 第9代クランボーン子爵 (9th Viscount Cranborne)
(1604年8月20日の勅許状によるイングランド貴族爵位)
- エッセンドンの第9代セシル男爵 (9th Baron Cecil of Essendon)
(1603年5月13日の勅許状によるイングランド貴族爵位)

### 勲章
- 1878年、ガーター騎士団(勲章)ナイト（KG）[6]
- ロイヤル・ヴィクトリア騎士団(勲章)ナイト・グランド・クロス（GCVO）

### その他
- 王立協会フェロー（FRS）[6]
- 1866年、枢密顧問官（PC）[6]
- 民政法学博士号（オックスフォード大学クライスト・チャーチ学位）[6]
- 法学博士号（ケンブリッジ大学名誉学位）[6]

## 家族
1857年に裁判官サー・エドワード・ホール・アルダーソンの娘であるジョージナ・シャーロット・アルダーソンと結婚し、彼女との間に以下の8子を儲けた。
- 第1子（長女）ベアトリクス・モード嬢（英語版）(1858-1950)：第2代セルボーン伯爵ウィリアム・パーマー夫人
- 第2子（次女）グウェンドリン嬢（英語版）(1860-1945)：作家。父の伝記を書く。結婚せず。
- 第3子（長男）第4代ソールズベリー侯爵ジェイムズ・ガスコイン＝セシル(1861-1947)：保守党の政治家。
- 第4子（次男）ウィリアム・セシル卿(1863-1936)：エクセター主教（英語版）
- 第5子（三男）初代チェルウッドのセシル子爵ロバート・セシル (1864-1958)：保守党の政治家。ノーベル平和賞受賞者。
- 第6子（三女）フラワー嬢（1865-1867）
- 第7子（四男）エドワード・セシル卿 (1867-1918)：軍人、エジプト行政管理官
- 第8子（五男）初代クイックスウッド男爵ヒュー・ガスコイン＝セシル (1869-1956)：保守党の政治家。

## ソールズベリー侯爵を演じた人物
- デヴィッド・ライオール ：映画『80デイズ』（2004年）[240]
- ジョン・ギールグッド：映画『名探偵ホームズ 黒馬車の影（英語版）』（1979年）[240]
- ローレンス・ネイスミス（英語版）：映画『戦争と冒険』（1972年）[240]